# WrestleMania 35

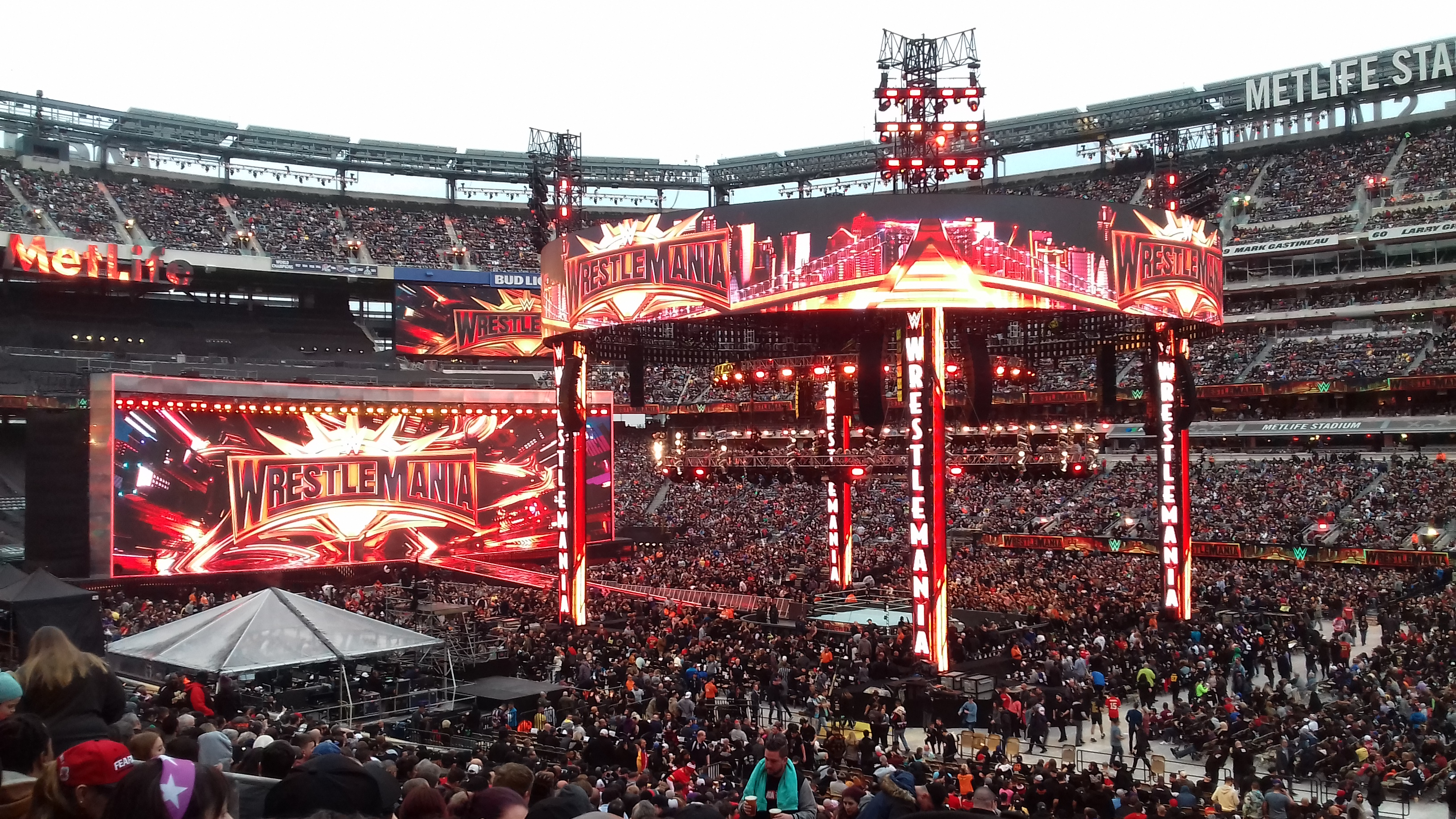

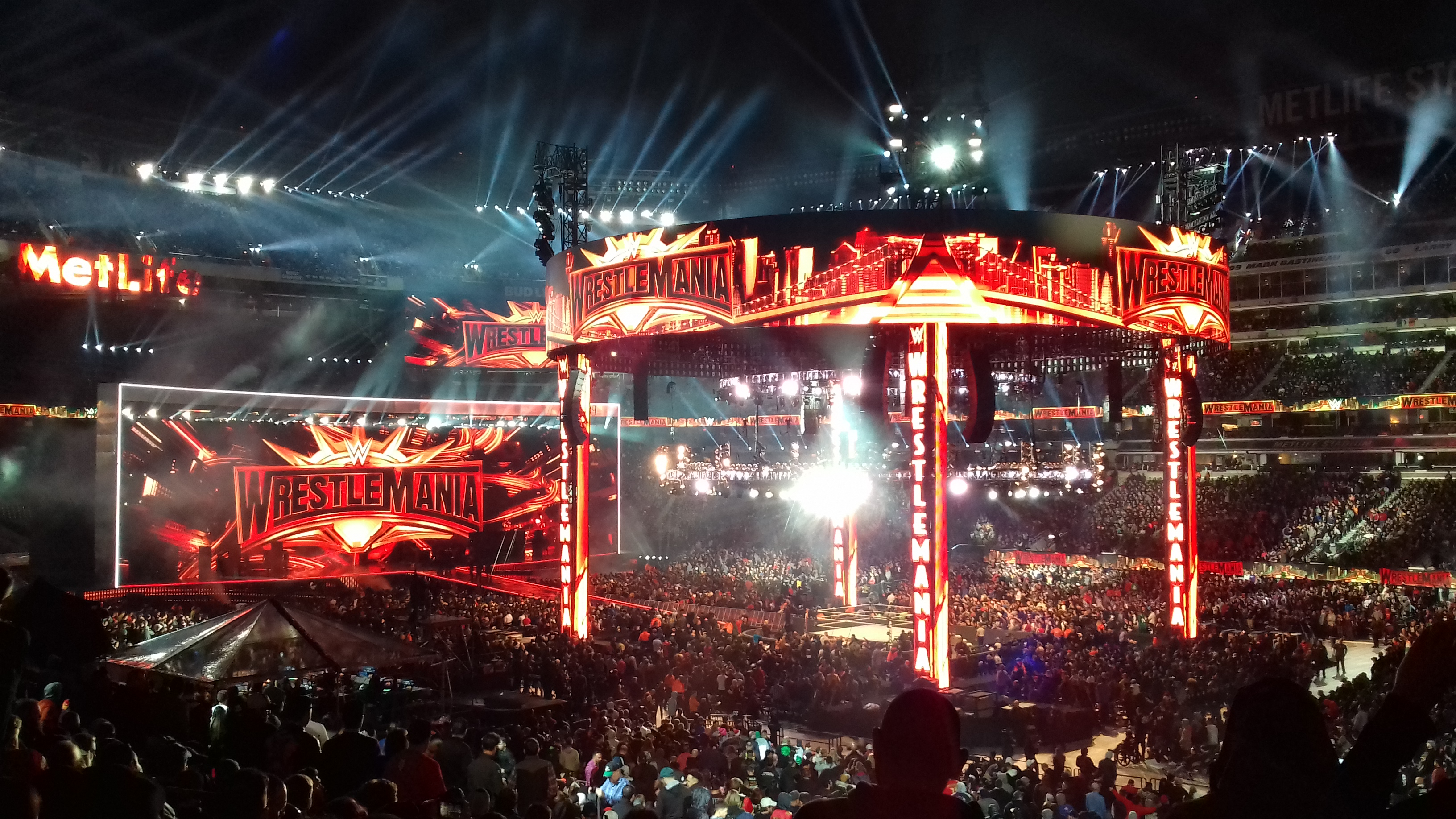

Die WWE WrestleMania 35 war die 35. der jährlichen WrestleMania-Großveranstaltungen, die als Pay-per-View und im WWE Network von der World Wrestling Entertainment ausgestrahlt wurde. Sie wurde am 7. April 2019 im MetLife-Stadium in East Rutherford, New Jersey, ausgetragen. An der Veranstaltung waren die Roster von WWE Raw, WWE SmackDown Live und WWE 205 Live beteiligt.
An diesem Abend wurden 16 Matches ausgetragen, davon vier in der Pre-Show. Zum ersten Mal in der Geschichte von WWE war das Hauptmatch bei WrestleMania ein reines Frauen-Match, bei der sowohl die WWE Raw als auch die WWE Smackdown Women’s Titel auf dem Spiel standen. Durch ihren Sieg wurde Becky Lynch zur ersten Doppeltitelträgerin.

## Hintergrund
Nach WrestleMania 29 im Jahr 2013 wurde 2019 zum zweiten Mal eine WrestleMania im Met-Life Stadium ausgetragen. Vor der Hauptveranstaltung fand eine zweistündige Pre-Show statt, die im WWE Network und in den größten sozialen Netzwerken, wie Facebook und YouTube, übertragen wurde. In der Raw Ausgabe vom 11. März 2019 wurde verkündet, dass Alexa Bliss als Gastgeberin für die anstehende WrestleMania ausgewählt wurde.
Die Veranstaltung wurde von zwei offiziellen Titelsongs begleitet:
- Love runs out von OneRepublic als Haupttitelsong
- Work von Chris Classic

## Storyline
Im Vorfeld dieser Veranstaltung wurden 16 Matches von der WWE angesetzt. In der Kickoff-Show gab es ein Titelmatch um den Cruiserweight-Titel, die 16 Frauen Battle Royal, die 30 Mann André the Giant Battle Royal und ein Titelmatch um die Raw Tag Team Titel.
In der Hauptshow stand jeder Titel des Hauptkaders auf dem Spiel, außerdem gab es ein Match zwischen AJ Styles und Randy Orton, ein Falls Count Anywhere Match zwischen Shane McMahon und The Miz, ein Match zwischen Roman Reigns und Drew McIntyre, ein No Holds Barred Match zwischen Triple H und Batista und das Abschiedsmatch von Kurt Angle der gegen Baron Corbin antrat.

## Kickoff-Show
Um 17 Uhr Ortszeit (23 Uhr MEZ) begann die etwa zweistündige Kickoffshow.

### Cruiserweight Championship
Murphy (C) gegen Tony Nese

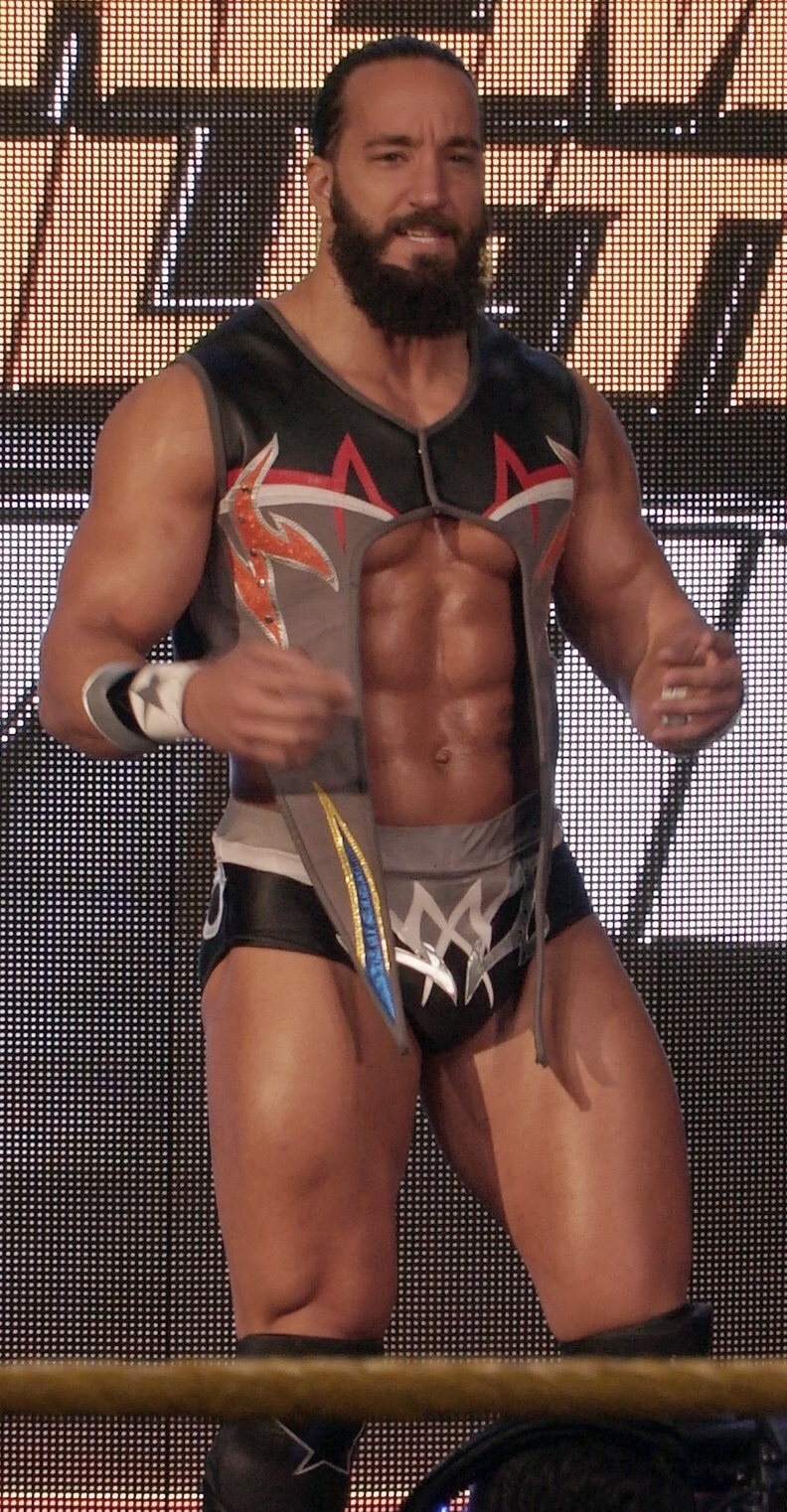
Tony Nese

In der „WWE 205 Live“-Ausgabe vom 26. Februar 2019 verkündete der General Manager Drake Maverik, dass es in den kommenden Wochen ein Turnier geben wird, um den neuen Herausforderer um den Cruiserweight-Titel zu bestimmen. Der Sieger wird bei WrestleMania 35 in einem Match gegen den Champion Murphy antreten.
| Viertelfinale | Viertelfinale      | Viertelfinale    |             |           | Halbfinale | Halbfinale | Halbfinale |  |  | Finale | Finale | Finale |
|               |                    |                  |             |           |            |            |            |  |  |        |        |        |
| 1             | Tony Nese          | Pin              |             |           |            |            |            |  |  |        |        |        |
| 8             | Kalisto            |                  |             |           |            |            |            |  |  |        |        |        |
| 8             | Kalisto            |                  | Tony Nese   | Pin       |            |            |            |  |  |        |        |        |
|               |                    |                  | Tony Nese   | Pin       |            |            |            |  |  |        |        |        |
|               |                    | Drew Gulak       |             |           |            |            |            |  |  |        |        |        |
| 4             | The Brian Kendrick |                  |             |           |            |            |            |  |  |        |        |        |
| 4             | The Brian Kendrick |                  |             |           |            |            |            |  |  |        |        |        |
| 5             | Drew Gulak         | Sub              |             |           |            |            |            |  |  |        |        |        |
| 5             | Drew Gulak         | Sub              |             | Tony Nese | Pin        |            |            |  |  |        |        |        |
|               |                    |                  |             | Tony Nese | Pin        |            |            |  |  |        |        |        |
|               |                    | Cedric Alexander |             |           |            |            |            |  |  |        |        |        |
| 3             | Humberto Carillo   |                  |             |           |            |            |            |  |  |        |        |        |
| 3             | Humberto Carillo   |                  |             |           |            |            |            |  |  |        |        |        |
| 6             | Oney Lorcan        | Pin              |             |           |            |            |            |  |  |        |        |        |
| 6             | Oney Lorcan        | Pin              | Oney Lorcan |           |            |            |            |  |  |        |        |        |
|               |                    |                  |             |           |            |            |            |  |  |        |        |        |
|               |                    | Cedric Alexander | Pin         |           |            |            |            |  |  |        |        |        |
| 2             | Cedric Alexander   | Cedric Alexander | Pin         | Pin       |            |            |            |  |  |        |        |        |
| 2             | Cedric Alexander   |                  |             |           |            |            |            |  |  |        |        |        |
| 7             | Akira Tozawa       |                  |             |           |            |            |            |  |  |        |        |        |

Das Finale dieses Turniers fand am 19. März statt. Nese gewann das Match, wurde aber anschließend vom Champion Murphy hinterrücks attackiert.
Eine Woche später gab es im WWE Performance Center eine Attacke von Nese auf Murphy, der danach klarstellte, dass Murphy ein Niemand war, bevor er selbst ihn zu WWE 205 Live gebracht hatte.
In der letzten WWE 205 Live Ausgabe vor WrestleMania gab es erneut eine Attacke von Murphy und eine wilde Prügelei durch den gesamten Backstagebereich.
Bei WrestleMania konnte sich Tony Nese schließlich durchsetzen und so den ersten Cruiserweight Titel seiner Karriere gewinnen.

### WrestleMania Women’s Battle Royal

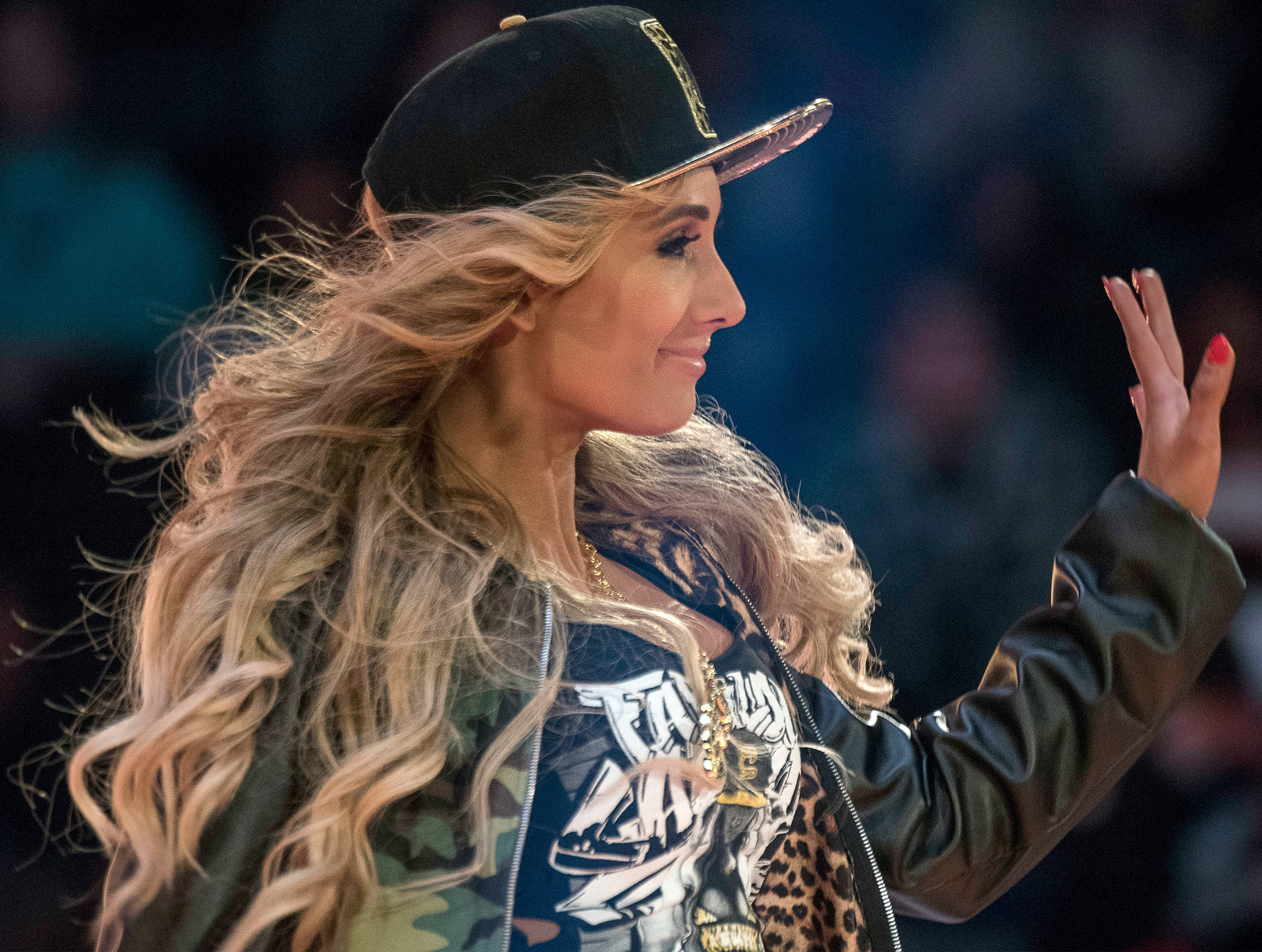
Carmella

Carmella besiegte Asuka, Naomi, Lana, Mandy Rose, Sonya Deville, Nikki Cross, Dana Brooke, Ruby Riot, Liv Morgan, Sarah Logan, Mickie James, Zelina Vega, Kairi Sane, Maria Kanellis, Ember Moon und Candice LaRae. Während des Matches hat sich Carmella nach einem Tritt von Sarah Logan unter dem untersten Ringseil nach draußen gerollt. Als sich Sarah Logan nach dem Rauswurf von Asuka als Siegerin sah, kam Carmella zurück, warf Logan über das oberste Ringseil und sicherte sich dadurch den Sieg.
| Superstar      | Eliminiert durch             | Zeit  |
| -------------- | ---------------------------- | ----- |
| Maria Kanellis | Ember Moon                   | 00:36 |
| Candice LeRae  | Asuka                        | 01:12 |
| Nikki Cross    | Asuka                        | 01:15 |
| Naomi          | Ember Moon                   | 02:58 |
| Ember Moon     | Lana                         | 02:58 |
| Lana           | Sarah Logan                  | 04:25 |
| Kairi Sane     | Riott Squad                  | 05:09 |
| Ruby Riott     | Dana Brooke                  | 06:49 |
| Liv Morgan     | Dana Brooke                  | 06:55 |
| Zelina Vega    | Sonya Deville und Mandy Rose | 07:37 |
| Dana Brooke    | Sonya Deville und Mandy Rose | 08:35 |
| Mandy Rose     | Mickie James                 | 08:35 |
| Mickie James   | Sonya Deville                | 08:39 |
| Sonya Deville  | Asuka                        | 09:26 |
| Asuka          | Sarah Logan                  | 09:30 |
| Sarah Logan    | Carmella                     | 10:32 |

### WWE Raw Tag Team Championship

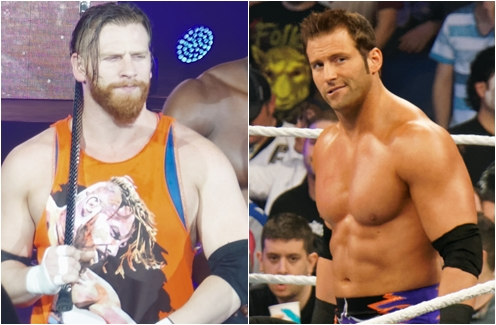
Curt Hawkins und Zack Ryder

In der Raw-Ausgabe vom 11. Februar sicherten sich Scott Dawson und Dash Wilder in einem Match gegen Bobby Roode und Chad Gable die Raw Tag Team Championship.
Bei WrestleMania gab es ein WWE Raw Tag Team Titelmatch zwischen den Champions The Revival und dem Team aus Curt Hawkins und Zack Ryder. Hawkins und Ryder gewannen die Titel und gleichzeitig beendete Hawkins seine beispiellose Niederlagenserie von 269 Niederlagen in Folge.

### 30 Mann André the Giant Battle Royal

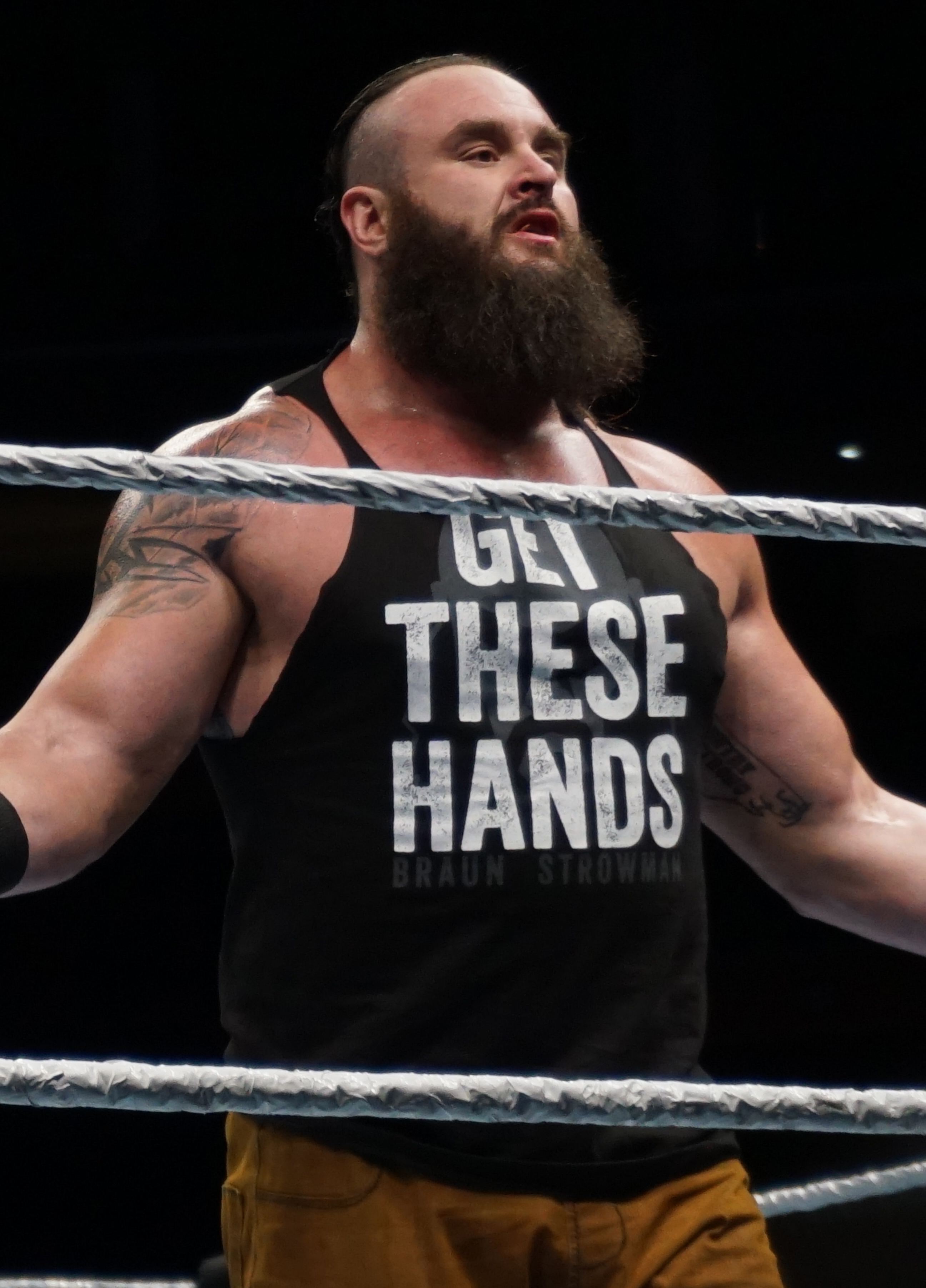
Braun Strowman

Braun Strowman besiegt Colin Jost, Michael Che, Andrade, Apollo Crews, Titus O’Neil, Tyler Breeze, Jinder Mahal, No Way Jose, Bobby Roode, Chad Gable, Kalisto, Gran Metalik, Lince Dorado, Bo Dallas, Curtis Axel, Heath Slater, Rhyno, Viktor, Konnor, Mustafa Ali, Shelton Benjamin, Luke Gallows, Karl Anderson, Matt Hardy, Jeff Hardy, Otis, Tucker, EC3 und Luke Harper
In der Raw Ausgabe vom 19. März 2019 traf Stephanie McMahon die beiden „Saturday Night Live“ Comedians Colin Jost und Michael Che und sprach mit ihnen über ihre Sonder-Korrespondentenrolle bei WrestleMania. Kurze Zeit später begegnete Jost Braun Strowman und zweifelte ihm gegenüber die Echtheit der WWE Kämpfe an, woraufhin Strowman diesen würgte und ankündigte, dass die sich bei WrestleMania erneut begegnen werden.
Eine Woche später erhielt Strowman eine offizielle Entschuldigung in Form eines neuen Autos von Jost, Strowman nahm den Wagen jedoch auseinander und drohte in seine Richtung, dass er bei WrestleMania seine Fäuste zu spüren bekommen wird.
Bei der Raw Ausgabe am 25. März war Braun Strowman zu Gast in bei einer Ausgabe von „A Moment of Bliss“ in der es eine Liveschaltung in das Studio von „Saturday Night Live“ gab. Colin Just forderte Strowman für den Schaden an dem zerstörten Auto aufzukommen, doch Strowman gab ihm zu verstehen, dass er besser Teil der anstehenden WrestleMania Battle Royal werden sollte, andernfalls werde er ihn bei der Veranstaltung auch ohne Match aufspüren und auseinandernehmen. Michael Che stimmte im Namen seines Kollegen zu, der daraufhin auch Che für den Kampf nominierte. Alexa Bliss machte dann als Gastgeberin der Veranstaltung die Teilnahme der beiden Kommentatoren offiziell.
Während des Matches rollten sich Colin Jost und Michael Che aus dem Ring und versteckten sich bis kurz vor Schluss unter diesem. Als Strowman, Che und Jost die letzten drei verbliebenen Akteure des Matches waren, versuchte Jost mithilfe eines Therapeuten Strowman von der Fortführung des Matches abzuhalten. Strowman griff den Therapeuten an und eliminierte anschließend erst Che und als letztes Jost.
| Superstar        | Eliminiert durch          | Besonderheiten |
| ---------------- | ------------------------- | --- |
| Curtis Axel      | Braun Strowman            | |
| Lince Dorado     | Braun Strowman            | |
| Tyler Breeze     | Braun Strowman            | |
| EC3              | Titus O’Neil              | |
| Shelton Benjamin | Luke Harper               | |
| Bo Dallas        | Braun Strowman            | |
| Heath Slater     | Titus O’Neil              | |
| Titus O’Neil     | eigene Eliminierung       | wollte Ali mit einem Clothesline aus dem Ring werfen, doch dieser zog das oberste Ringseil nach unten und durch den Schwung fiel O’Neil über eben dieses und schied aus |
| No Way Jose      | Mustafa Ali               | |
| Karl Anderson    | Apollo Crews              | |
| Rhyno            | Jeff Hardy und Matt Hardy | |
| Bobby Roode      | Matt Hardy                | |
| Gran Metalik     | Jinder Mahal              | |
| Kalisto          | Andrade                   | |
| Chad Gable       | Andrade                   | |
| Konnor           | Otis                      | |
| Viktor           | Tucker                    | |
| Luke Gallows     | Braun Strowman            | |
| Tucker           | Braun Strowman            | |
| Otis             | Braun Strowman            | |
| Jinder Mahal     | Braun Strowman            | |
| Luke Harper      | Braun Strowman            | |
| Mustafa Ali      | Luke Harper               | Harper war gerade dabei, Ali mit einem Suplex aus dem Ring zu werfen, sodass er den Move bei der Eliminierung zeigte                                                    |
| Luke Harper      | Braun Strowman            | |
| Apollo Crews     | Andrade                   | |
| Andrade          | eigene Eliminierung       | Andrade eliminierte sich selbst, weil er einen Hurricanrana gegen Crews nach draußen zeigte                                                                             |
| Matt Hardy       | Braun Strowman            | |
| Jeff Hardy       | Braun Strowman            | |
| Michael Che      | Braun Strowman            | |
| Colin Just       | Braun Strowman            | |

## Hauptshow

### WWE Universal Championship
Brock Lesnar (C) gegen Seth Rollins

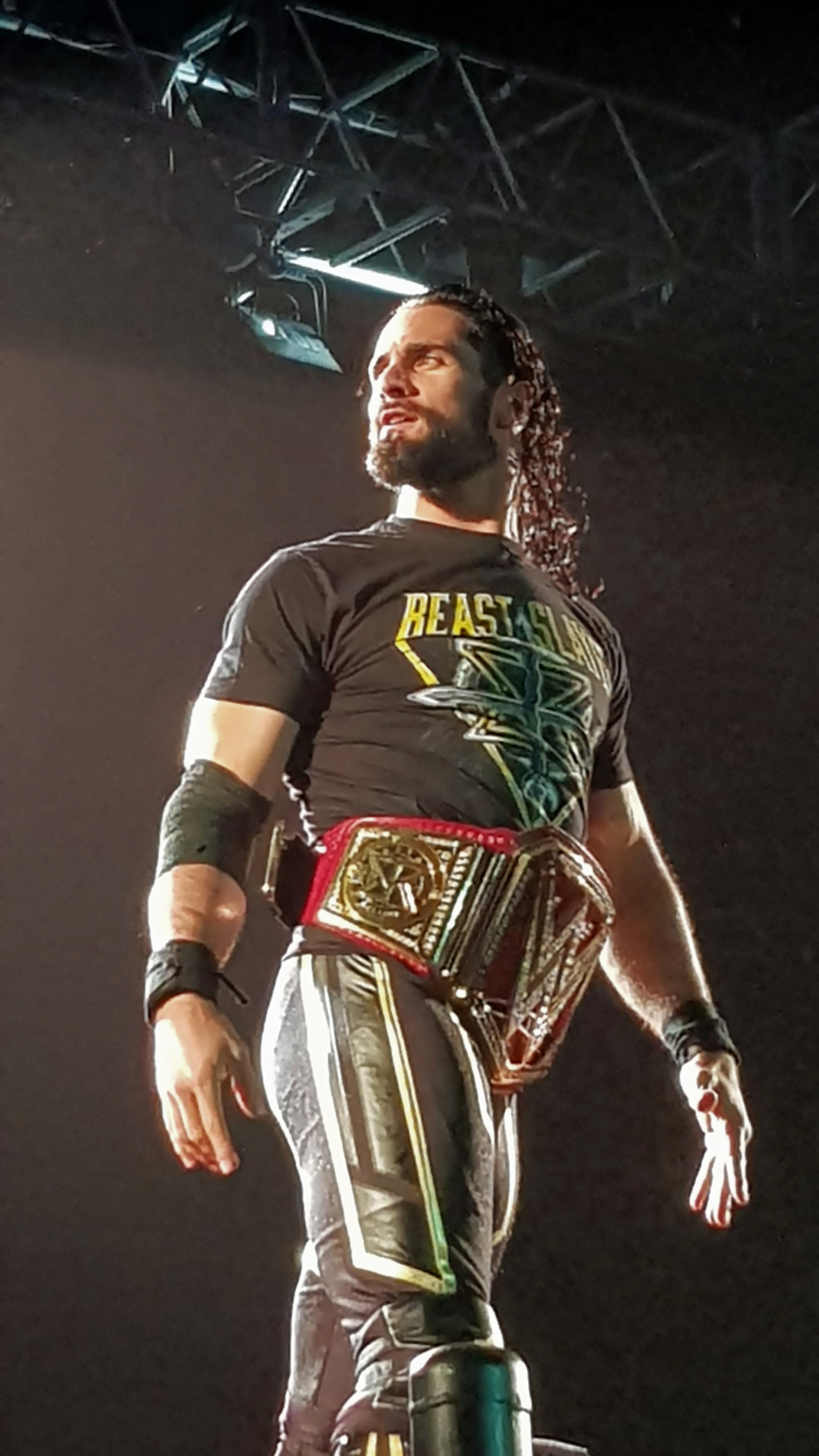
Seth Rollins

Brock Lesnar gewann den Universal Titel beim WWE Großevent Crown Jewels am 2. November 2018 in Riad/Saudi-Arabien in einem Match gegen Brown Strowman. Seth Rollins bekam durch seinen Gewinn beim Royal Rumble am 27. Januar 2019 eine Titelchance gegen einen Champion seiner Wahl bei WrestleMania.
Bereits in der Raw Ausgabe am nächsten Tag musste sich Rollins für einen Gegner entscheiden, entweder fordert er den WWE Universal Champion Brock Lesnar oder den WWE Champion Daniel Bryan heraus. Bevor er seine Entscheidung bekannt geben konnte, wurde er von Paul Heyman unterbrochen, der in Begleitung seines Mandanten Brock Lesnar die Halle betrat. Er empfahl Rollis ein Match gegen Bryan, da er gegen Lesnar keine Chance haben würde. Rollins attackierte Lesnar daraufhin, woraufhin klar wurde, um welchen Titel er bei WrestleMania antreten wird.
Während in den kommenden Wochen immer wieder kleine Sticheleien zwischen Rollins, Lesnar und dessen Rechtsvertreter Paul Heyman ausgetauscht wurden, gab es in der letzten Raw Ausgabe vor WrestleMania nochmal eine handfeste Auseinandersetzung, bei der Rollins zwei Tiefschläge gegen Lesnar austeilte und nach seinen Finishern triumphierend mit dem erhobenen Gürtel über Lesnar posierte.
Bei WrestleMania stürmte ein erzürnter Paul Heyman auf die Bühne und beschwerte sich darüber, dass sein Mandant Brock Lesnar nicht im diesjährigen Mainevent von WrestleMania stehe und er keine Lust hätte noch länger hinter der Bühne zu sitzen und auf seinen Auftritt zu warten, darum finde das Match direkt zu Beginn der Show statt. Auf seinem Weg zum Ring, wurde Rollins von Lesnar angegriffen und u. a. gegen die Ringbarrikaden, den Ringscreen und erst über das deutsche Kommentatorenpult und anschließend durch die Abdeckung eben dieses geschleudert. Nachdem Rollins sichtlich angeschlagen in den Ring gekommen war, startete das Match erst offiziell. Lesnar dominierte das Match nach Belieben, allerdings stieß er bei einem Befreiungsversuch von Rollins versehentlich den Ringrichter aus dem Ring und diese kurze Abwesenheit nutzte Rollins für einen erneuten Tiefschlag, der das Match entscheidend in seine Richtung beeinflusste. Nach drei Finishing Moves konnte sich Rollins schließlich gegen Brock Lesnar durchsetzen und den ersten Universal Titel seiner Karriere gewinnen.

### AJ Styles gegen Randy Orton

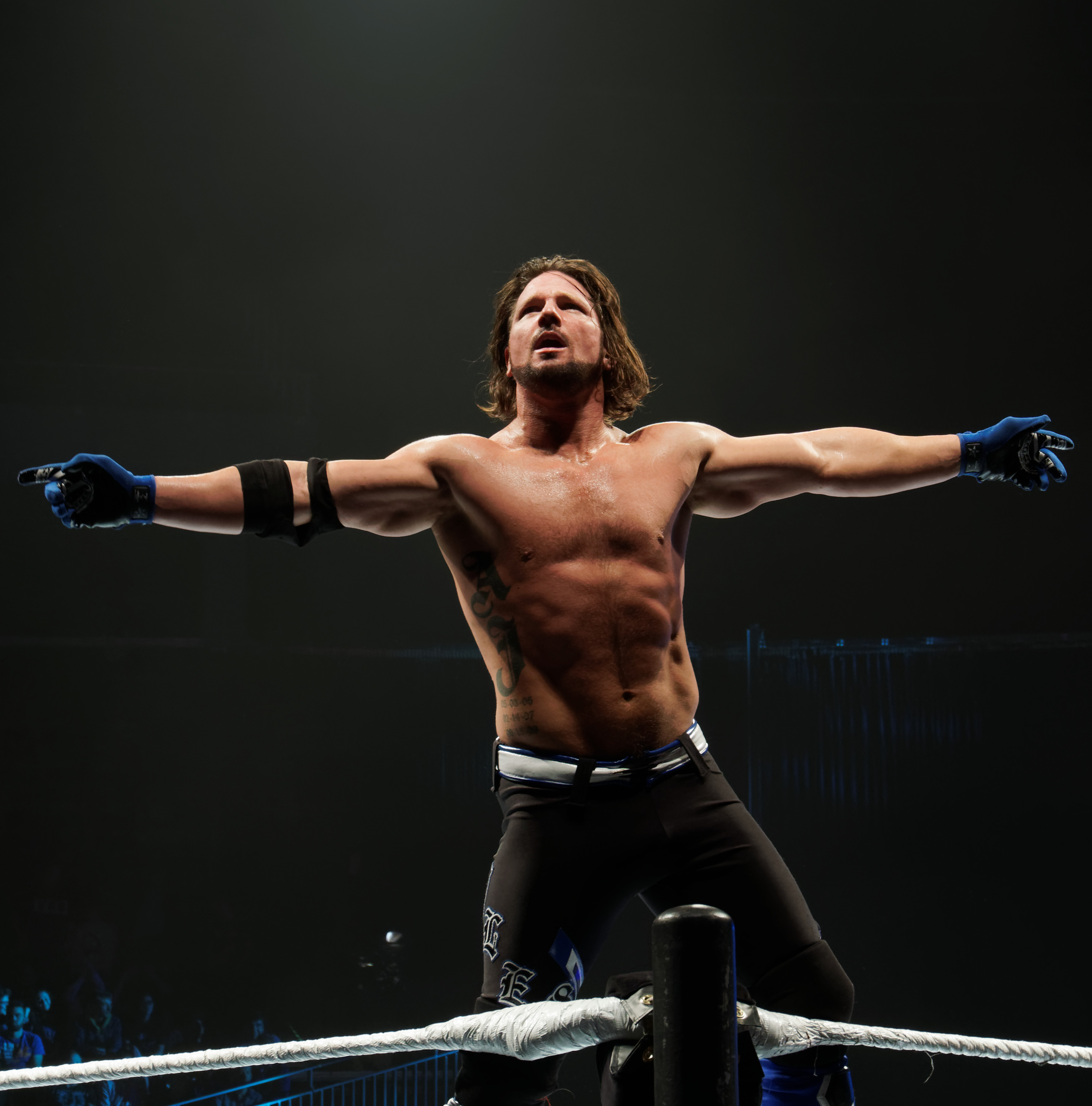
AJ Styles

In der Smackdown Ausgabe vom 26. Februar 2019 gab Styles im Backstage-Bereich der Sendung ein Interview und gab an, trotz der Rückschläge in den vergangenen Wochen und seinem missglückten Versuch die WWE Championship von Daniel Bryan beim Royal Rumble zu gewinnen immer noch derjenige zu sein, der diese Sendung zu der macht, die sie im Moment ist. Während dieses Interviews kam Randy Orton dazu, stellte die Aussagen von Styles infrage und verschwand wieder.
Bei der darauffolgenden Ausgabe wird Styles im Backstagebereich zu der aktuellen Situation um Kofi Kingston und seinem geplatzten Titelmatch bei Fastlane befragt. Styles stellte sich hinter Kingston und fand, dass dieser um sein Match betrogen wurde. Wieder kam Orton hinzu und macht sich über Styles und seine Ansichten lustig, zum Schluss gab er Styles zu verstehen, dass es bei solchen Ansichten kein Wunder wäre, dass Styles erst nach 15 Jahren im professionellen Wrestling zur WWE geschafft hätte.
Auch in der Smackdown Ausgabe am 12. März 2019 machte sich Orton weiter darüber lustig, dass sich Styles erst viele Jahre durch „unterklassige“ Indi Ligen kämpfen musste, um hier anzukommen. Styles konterte daraufhin, dass Orton den Vertrag bei der WWE nur durch seinen Vater bekommen hätte und dann auch noch die Hilfe von Triple H, Ric Flair und Batista benötigte. Um diese Differenzen beseitigen zu können, forderte er ihn um ein Match bei WrestleMania heraus. Diese Herausforderung ließ Orton vorerst unbeantwortet und erst als er Styles bei seinem Match gegen Kurt zwei Wochen später angriff, nahm er diese Herausforderung offiziell an.
In der letzten Smackdown-Ausgabe vor der Großveranstaltung waren sowohl Styles als auch Orton zu Gast bei der Sendungsinternen Talkshow MizTV. In dieser stachelten sie sich gegenseitig mit ihrer Vergangenheit auf und die Sendung endete mit einer wilden Prügelei zwischen den beiden.
Im Match bei WrestleMania konnte sich AJ Styles schließlich den Sieg über Randy Orton sichern.

### WWE Smackdown Tag Team Championship

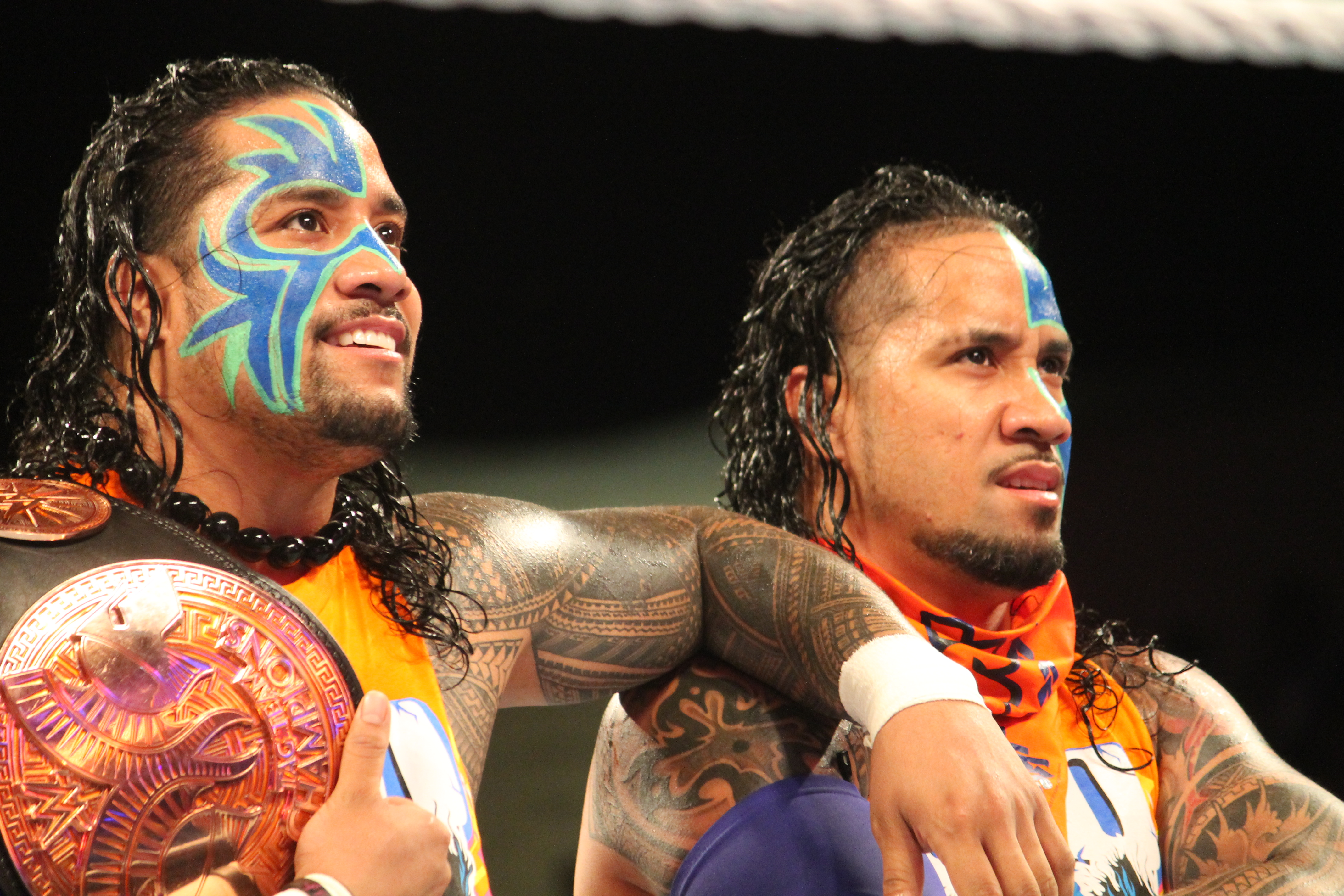
The Usos

The Usos (C) gegen The Bar (Cesaro & Sheamus) gegen Ricochet & Aleister Black gegen Shinsuke Nakamura & Rusev
Bei der Großveranstaltung WWE No Escape konnten die Usos den Smackdown Tag Team Titel von Shane McMahon und The Miz gewinnen und ihn auch im Rückmatch bei WWE Fastlane gegen die beiden verteidigen.
Weil sich die Usos weigerten beim Gauntletmatch in der Smackdown Ausgabe vom 26. März 2019 gegen Xavier Woods und Big E anzutreten, erklärte Alexa Bliss eine Woche später in ihrer Rolle als Gastgeberin von WrestleMania, dass die Usos wegen dieser Weigerung ihren Titel in einem 8-Mann Tag Team Match gegen The Bar (Cesaro & Sheamus), Ricochet & Aleister Black sowie Shinsuke Nakamura & Rusev verteidigen müssen.
Das Match bei WrestleMania gewannen die Usos und konnten somit ihre Titel erfolgreich verteidigen.

### Shane McMahon gegen The Miz

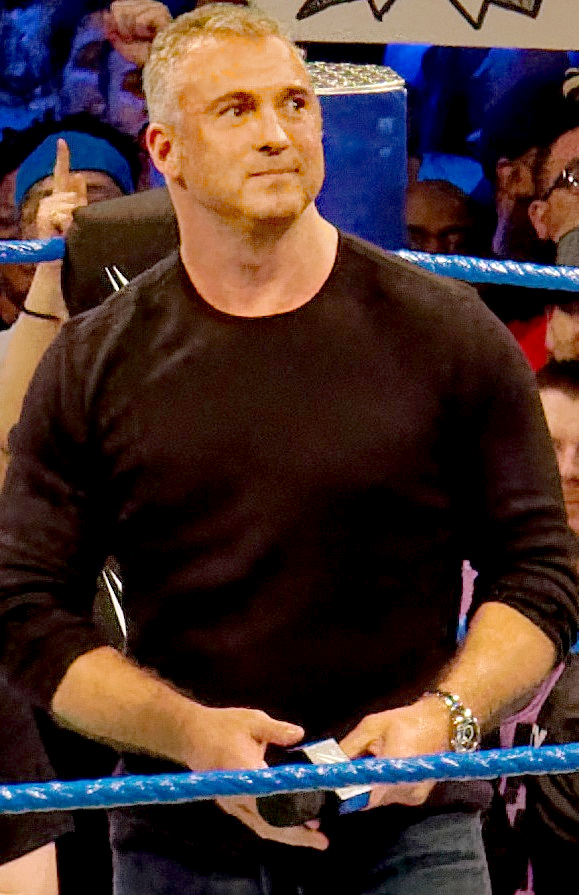
Shane McMahon

Bei WWE Crown Jewels, dem ersten WWE Event in Saudi-Arabien, gab es ein Turnier, in dem acht Superstars antraten um den „besten Wrestler der Welt“ zu küren, nachdem The Miz in der ersten Runde Jeff Hardy und in der zweiten Runde Rey Mysterio ausschalten konnte, sollte er im Finale auf Dolph Ziggler treffen. Bevor dieses Match gestartet werden konnte, brach eine wilde Prügelei zwischen Ziggler und The Miz aus, bei der sich The Miz augenscheinlich verletzte und nicht zum Match antreten konnte. Damit das Match aber nicht kampflos an Ziggler ging, setzte sich der damalige Smackdown-Commissioner Shane McMahon kurzerhand selbst ein. Er besiegte Ziggler und gewann somit nicht nur das Match, sondern auch das gesamte Turnier.
Da The Miz den größten Teil dieses Turniers als Teilnehmer bestritten hat, war er der Meinung, dass ein Tag-Team zwischen ihm und Shane McMahon der nächste logische Schritt sein müsste und sie dadurch zum „besten Tag Team der Welt“ aufsteigen würden. In den folgenden Wochen versuchte The Miz McMahon von seiner Idee zu überzeugen. Er organisierte Matches gegen andere Tag Teams redete immer wieder auf ihn ein und konnte ihn schließlich als Partner gewinnen. In der Smackdown Ausgabe vom 9. Januar 2019 forderte The Miz die amtierenden Tag Team Champions Cesaro und Sheamus um eine Titelchance heraus und beim Royal Rumble konnten The Miz und McMahon tatsächlich die Titel gewinnen.
In der ersten Smackdown Ausgabe nach dem Royal Rumble gab es eine Siegesfeier für die frischgebackenen Champions, zu der auch der Vater von The Miz eingeladen wurde, denn vor wenigen Wochen hatte The Miz seinem Partner eröffnet, dass er neidisch auf den Stolz von Vince McMahon auf seinen Sohn ist und dass er diesen Stolz bei seinem Vater nie gespürt hätte. Doch bei dieser Feier, sagte sein Vater ihm zum ersten Mal wie stolz er auf seine Leistungen ist.
Gleichzeitig gab Shane McMahon bekannt, dass es am selben Abend ein Fatal Four Way Match geben wird, um den nächsten Herausforderer für die anstehende Großveranstaltung No Escape zu finden. Dieses Match konnten die Usos für sich entscheiden, die auch den Titel im daraufhin angesetzten Match gewinnen konnten.
Eine Woche später, entschuldigte sich The Miz bei Shane McMahon, weil er sich alleine die Schuld für die Niederlage gab. Er würde die Usos gerne zu einem Rückmatch bei WWE Fastlane herausfordern und diese Herausforderung nahmen die Usos an.
Bei Fastlane gelang es den Usos erfolgreich ihre Titel zu verteidigen. Shane und The Miz wollen niedergeschlagen die Halle verlassen, als Shane The Miz plötzlich mit Schlägen und Tritten attackierte, und anschließend auch gegen dessen Vater handgreiflich wurde.
In der darauffolgenden Smackdown Ausgabe gibt Shane McMahon bekannt, dass er es satthabe ständig von Leuten ausgenutzt zu werden und er an The Miz nun ein Exempel statuieren wird wie ein Angestellter sich seinem Vorgesetzten gegenüber zu verhalten hat.
In den folgenden zwei Wochen gab es sowohl von The Miz als auch von McMahon Promos. The Miz redete darüber, dass er nicht reich geboren wurde, sondern sich Respekt und Erfolge hart erarbeiten musste. Außerdem sei er zwar ein Angestellter bei der WWE aber nicht McMahons Leibeigener, über den er nach Belieben bestimmen könne. Außerdem setzt er ein Falls Count Anywhere Match für WrestleMania an. McMahon wiederum macht sich weiterhin über The Miz und seine Familie lustig und bezeichnet ihn sogar als „Miztake“ seiner Eltern.
Während des Matches bei WrestleMania war The Miz kurzzeitig angeschlagen außerhalb des Rings und als Shane gerade zu einer Aktion ansetzen wollte, stellte sich der Vater von The Miz schützend vor seinen Sohn. Diese Aktion erheiterte Shane McMahon derart, dass er ihn aufforderte zu ihm in den Ring zu steigen und gegen ihn zu kämpfen. Er machte sich über seine Kampfhaltung lustig, korrigierte sie sogar und attackierte ihn schließlich mit Tritten und Schlägen. Nachdem sich The Miz wieder erholt hatte, prügelten sie sich mit Stühlen und anderen Gegenständen quer durch den Innenraum des MetLife-Stadiums, bis sie schließlich an einem Kameraturm ankamen. Shane flüchtete diesen hinauf, wurde aber oben von The Miz gestellt. Dieser setzte einen Suplex an und beide stürzten den Kameraturm hinunter. Beim Sturz fiel Shane McMahon so auf The Miz, dass der Ringrichter den Pin zählte und Shane zum Sieger erklärte.

### WWE Women’s Tag Team Championship

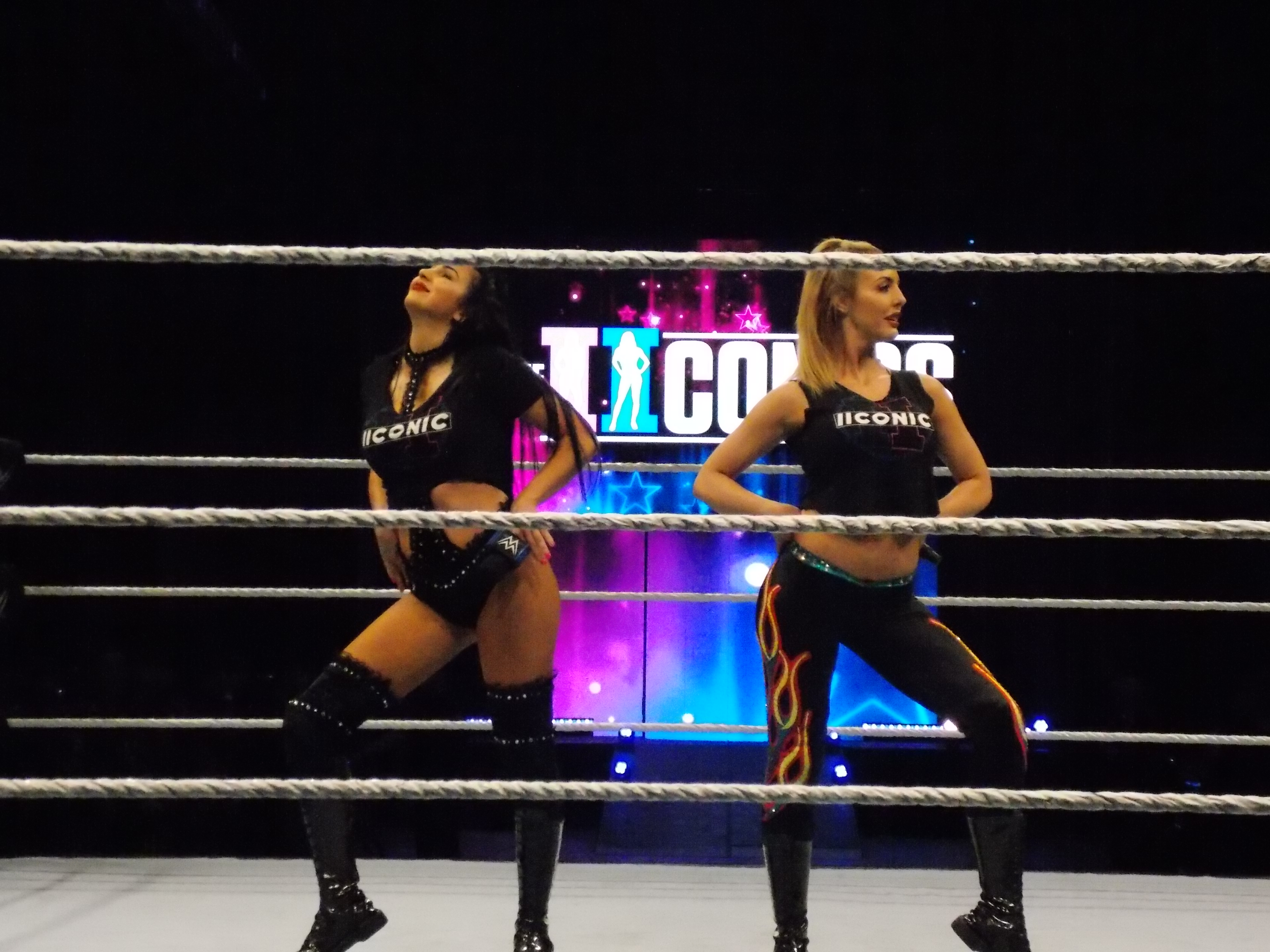
The IIconics

The Boss ’n’ Hug Connection (Sasha Banks & Bayley) (C) gegen Natalya & Beth Phoenix gegen The IIconics (Peyton Royce & Billie Kay) gegen Tamina & Nia Jax
In der Weihnachtsausgabe von RAW am 24. Dezember kündigt Vince McMahon an, dass es ab Februar eine neue WWE Women’s Tag Team Championship geben wird, die nicht kadergebunden ist, sondern in allen drei Brands verteidigt werden soll. Anders als andere Titel wird dieser neu eingeführt und trägt somit nicht die Abstammungslinie des Vorgängertitel.
In der Raw Ausgabe vom 14. Januar gab es bei einer Episode der Talkshow „A Moment of Bliss“ die Präsentation der neuen Titelgürtel und die Ankündigung, dass es sowohl bei Raw als auch bei Smackdown Matches geben wird um die zwei Beginner Teams für das sechs Team Tag Team Match (jeweils 3 Teams aus Raw und Smackdown) bei No Escape zu bestimmen.
Während die drei Smackdown Teams automatisch für dieses Match gesetzt waren, mussten sich die drei Raw Teams erst durch einen Sieg gegen ein anderes Team qualifizieren. Nia Jax und Tamina qualifizierten sich durch einen Sieg über Alexa Bliss und Mickie James, die Riott Squatt besiegten Natalya und Dana Brooke und Sascha Banks und Bayley gewannen gegen Nikki Cross und Alicia Fox.
Das Match bei No Escape am 17. Februar 2019 konnten Sasha Banks und Bayley gegen die Teams Fire & Desire (Sonya Deville und Mandy Rose), The IIconics (Peyton Royce und Billie Kay), Fabulous Glow (Carmella und Naomi), The Riott Squatt (Sarah Logan und Liv Morgan) und dem Team aus Nia Jax und Tamina gewinnen und dadurch zu den ersten WWE Women’s Tag Team Champions werden.
In den folgenden Wochen gab es bei Raw immer wieder Auseinandersetzungen zwischen dem Team Boss ’n’ Hug Connection und Tamina/Nia Jax, in die sich im Verlauf auch Natalya und ihre neue Tag Team Partnerin Beth Phoenix einmischten. Bei WWE Fastlane gab es ein Titelmatch zwischen der Boss ’n’ Hug Connection und dem Team Tamina/Nia Jax, dass die Champions für sich entscheiden konnten.
Die IIconics beschwerten sich in der Smackdown Ausgabe vom 12. März darüber, dass die neuen Champions ihre Titel bisher ausschließlich gegen Teams von Raw verteidigen würden und forderten die Champions darum direkt um ein Match in der kommenden Woche heraus, das sie sogar gewinnen konnten und dadurch der bereits bestehende Fehde mit den anderen Teams hinzugefügt wurden.
Bei WrestleMania gewannen die IIconics zum ersten Mal die Tag Team Championship.

### WWE Championship

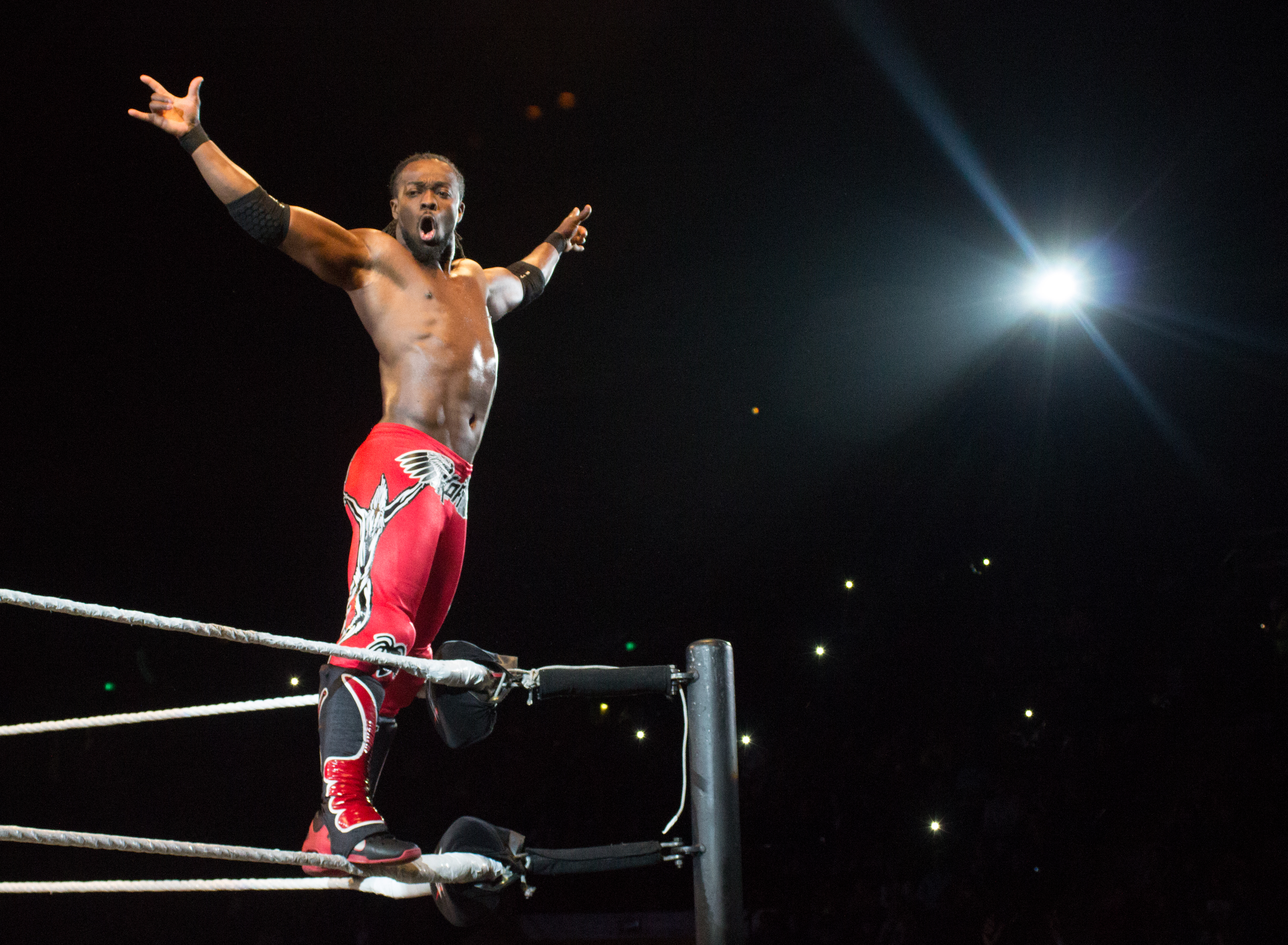
Kofi Kingston

Daniel Bryan (C) gegen Kofi Kingston
Daniel Bryan gewinnt den Titel in der Smackdown Ausgabe vom 13. November 2018 von AJ Styles.
Diesen soll er in einem traditionellen Elimination Chamber Match gegen fünf weitere Gegner verteidigen. Eigentlich sollte Mustafa Ali Teil dieses Matches werden, da er aber aufgrund einer Augenverletzung nicht zu diesem antreten konnte, wurde er durch Kofi Kingston ersetzt.
Bei No Escape konnte Daniel Bryan seinen Titel gegen Samoa Joe, AJ Styles, Kofi Kingston, Randy Orton und Jeff Hardy erfolgreich verteidigen.
In der darauffolgenden Smackdown Ausgabe vom 26. Februar gab Shane McMahon bekannt, dass Kofi Kingston aufgrund seiner herausragenden Leistung bei Elimination Chamber nach elf Jahren seine erste Chance bekomme wird, in einem Einzelmatch um den WWE Champion Titel anzutreten.
Bei der Vertragsunterzeichnung eine Woche später, gab der Geschäftsführer der WWE Vince McMahon jedoch bekannt, dass ein solches Match eher einem Mann von „größerem Kaliber“ vorbehalten sein sollte und er ersetzte Kingston ohne weitere Erklärung durch Kevin Owens.
Am Abend der Großveranstaltung Fastlane wurde Kofi Kingston in das Büro von Vince McMahon gerufen und es wurde ihm mitgeteilt, dass er Teil eines Triple Threat Matches um die WWE Championship sein wird. Bei seinem Einzug zum Ring stellte sich jedoch heraus, dass es ein 2-on-1 Handicap Match gegen Cesaro und Sheamus sein wird und das Kofi aufgrund der Überzahlsituation verlor. Im wirklichen Titelmatch am selben Abend wurde Kingston durch Mustafa Ali ersetzt, der dieses Match als Wiedergutmachung für seine verpasste Teilnahme bei No Escape bekam.
In der nächsten Smackdown-Ausgabe sprach Vince McMahon nochmal die Situation bei Fastlane an. Er gab an, dass er Kingston bloß das gegeben hat was er wollte, eine Chance auf den WWE Titel. Da er diese aber nicht nutzen konnte, hätte er auch keine weiteren verdient. Nachdem The New Day im Ring erschienen und eine faire Chance für Kingston forderten, ließ sich McMahon darauf ein und gab Kingston für die kommende Woche sich in einem Gauntlet-Match gegen fünf weitere Superstars beweisen muss.
Am folgenden Dienstag trat Kingston im Gauntlet-Match gegen Sheamus, Cesaro, Rowan, Samoa Joe und Randy Orton an. Er schaffte es tatsächlich alle Superstars zu besiegen, doch bevor er sich feiern lassen konnte, verkündete Vince McMahon, dass Kingston noch einen letzten Gegner besiegen muss, um das Titelmatch zu erhalten. Daniel Bryan betrat die Halle und pinnte Kingston nach einem kurzen Match.
Vince McMahon und The New Day unterhielten sich in der darauffolgenden Woche über ihre Rolle bei der WWE und das McMahon sowohl sie als einzelne Athlehen als auch als Tag Team nicht ernst nehmen würde. Dies bejahte McMahon, räumte aber ein, dass Big E und Xavier Wood ihn vom Gegenteil überzeugen könnten, indem sie in der heutigen Show ein Tag Team Gauntlet-Match gewinnen und durch diesen Sieg die letzte Möglichkeit für ein Titelmatch nutzen können. The New Day stimmte zu und gewann schließlich das Gauntlet-Match gegen die Teams Karl Anderson & Luke Gallows, Shinsuke Nakamura & Rusev, The Bar (Sheamus & Cesaro), The Usos (Jimmy Uso & Jey Uso) und Daniel Bryan & Rowan. Die Uso Zwillinge verzichteten freiwillig auf das Match, weil sie der Überzeugung waren, dass Kingston das Match verdient hat.
Bei WrestleMania konnte sich Kofi Kingston gegen Daniel Bryan durchsetzen und zum ersten Mal die WWE Championship gewinnen. Nach dem Match präsentierten The New Day den neuen/alten Titel, den Daniel Bryan im Zuge seines Gimmick zuvor ausgetauscht hatte.

### United States Championship
Samoa Joe (C) gegen Rey Mysterio

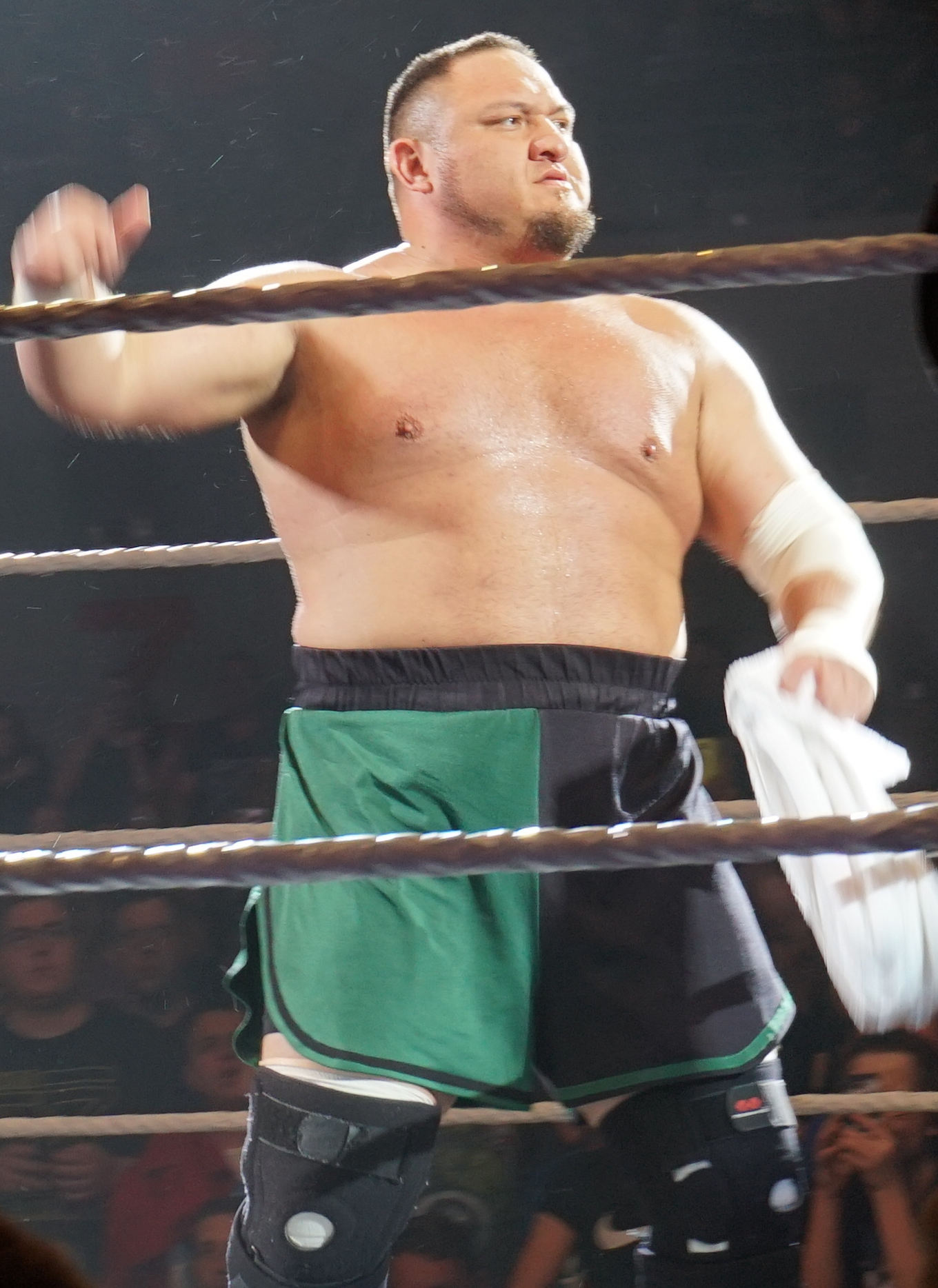
Samoa Joe

In der Raw Ausgabe vom 5. März 2019 sprach der amtierende United States Champion R-Truth eine open Challenge für seinen Titel aus. Mit Samoa Joe, Rey Mysterio und Andrade, nahmen gleich drei Superstars diese Herausforderung an und im direkt daraufhin angesetzten Fatal 4 Way Match gewann Samoa Joe zum ersten Mal den US Titel.
Diese Matchpaarung gab es auch bei WWE Fastlane, wo Samoa Joe seinen Titel erfolgreich verteidigen konnte.
Eine Woche später gewann Rey Mysterio an der Seite von R-Truth ein Match gegen Samoa Joe und Andrade, weshalb er in der Ausgabe vom 19. März ein Titelmatch bei WrestleMania forderte und bekam.
Bei WrestleMania musste Mysterio bereits nach sechzig Sekunden im Aufgabegriff von Samoa Joe abklopfen, somit zählt dieses Match zu den kürzesten Match in der WrestleMania Geschichte.

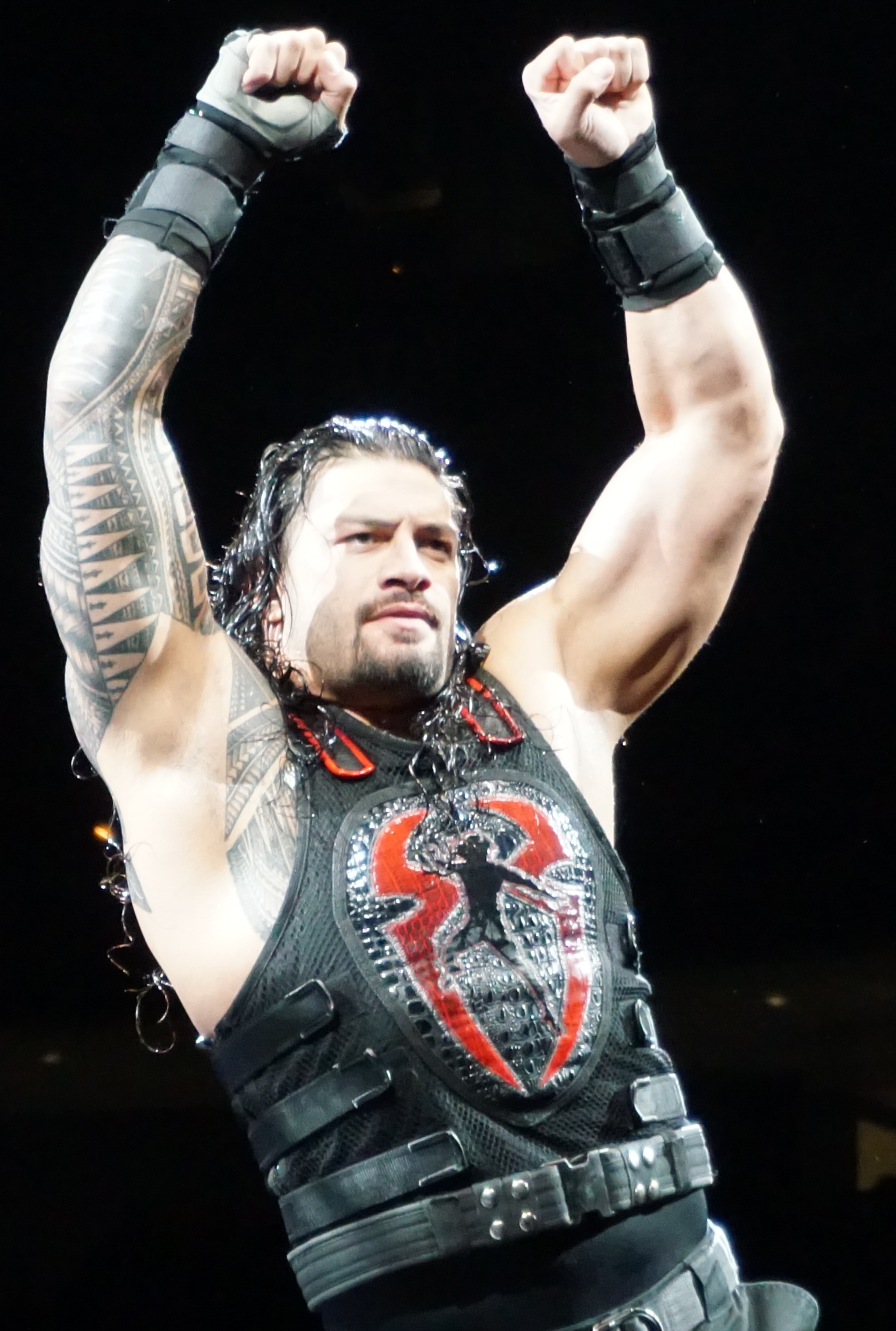
Roman Reigns

### Roman Reigns gegen Drew McIntyre
Am 22. Oktober 2018 machte Roman Reigns während der Raw Ausgabe seine Leukämie-Erkrankung öffentlich. Diese zwang ihn, seinen Universal Championtitel abzulegen und sich eine mehrmonatigen Behandlungspause zu nehmen.
Nach viermonatiger Behandlung konnte Reigns am 25. Februar 2019 wieder in den Ring steigen und direkt bei der kommenden Großveranstaltung WWE Fastlane mit seinen Tag Team Partnern Dean Ambrose und Seth Rollins ein Match gegen das Team aus Drew McIntyre, Baron Corbin und Bobby Lashley bestreiten und gewinnen.
In der Raw Ausgabe vom 18. März 2019 forderte McIntyre Reigns um ein Match bei WrestleMania heraus, die Reigns eine Woche später mit einer Attacke auf McIntyre annimmt.
Bei WrestleMania konnte Reigns im ersten Einzelmatch nach seiner Rückkehr den Sieg gegen McIntyre einfahren.

### Batista gegen Triple H

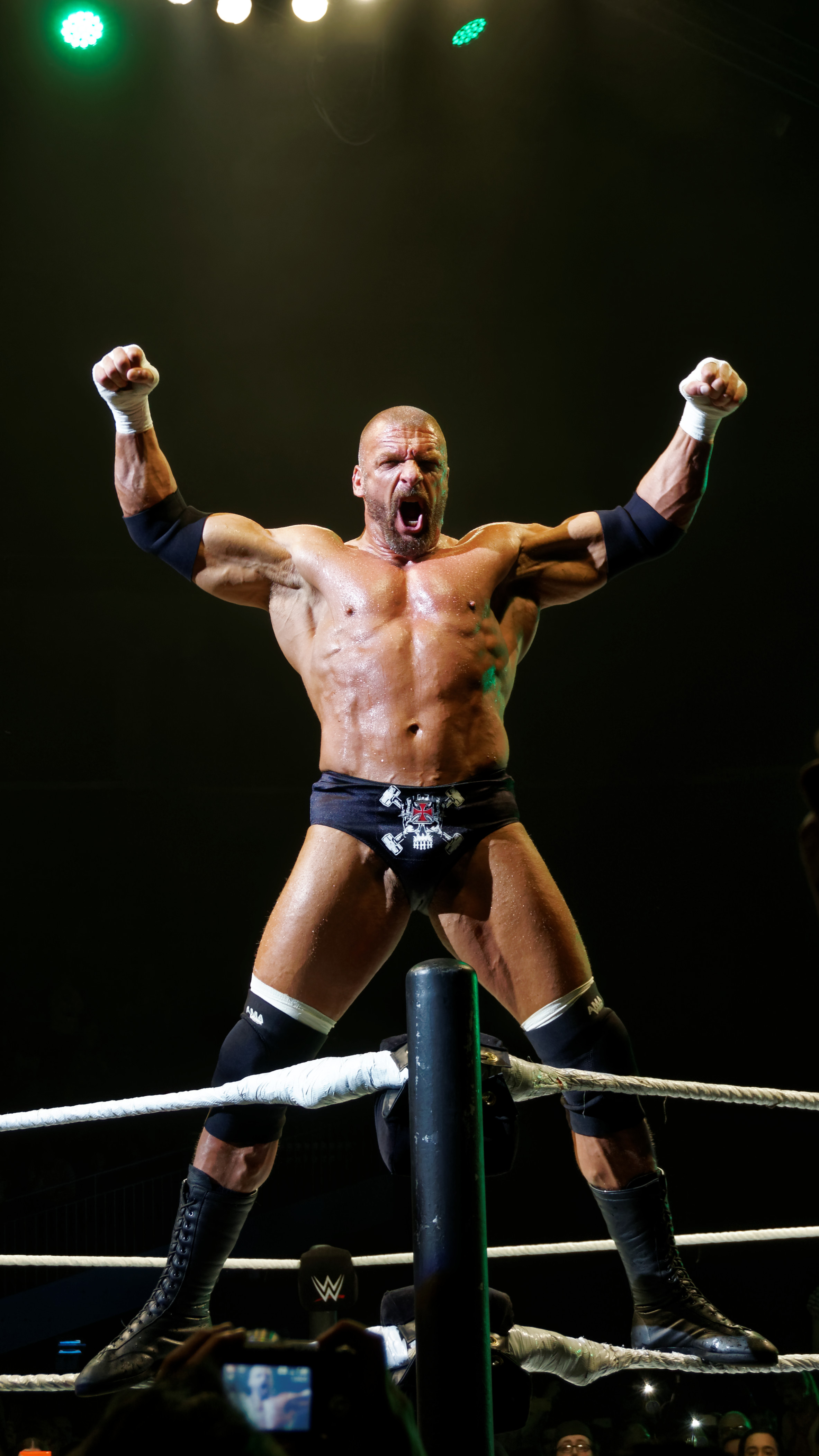
Triple H

Am 25. Februar gab Batista in der Raw Ausgabe nach fünf Jahren Abwesenheit sein Comeback, indem er Ric Flair auf seiner Feier anlässlich seines 70. Geburtstag attackierte, um durch den Angriff auf seinen ehemaligen Mentor die Aufmerksamkeit von Triple H zu erregen.
Eine Woche später reagierte Triple H auf Batista´s Attacke. Flair ist in einem kritischen Zustand und darum forderte er von Batista eine Erklärung und wieso er ihn nicht direkt angesprochen hat.
Nachdem es in der Vorwoche nur eine kurze verbale Auseinandersetzung gegeben hatte, kam es eine Woche später zum ersten direkten Aufeinandertreffen der beiden Kontrahenten. Batista forderte ein Match nach seinen Vorstellungen, Triple H wollte ihm diese aber nicht zugestehen, da er fand, dass jemand der mehrfach seinen Vertrag bei der WWE ohne Angaben von Gründen kündigt, keine Anforderungen stellen darf. Daraufhin konterte Batista, dass er nur gekündigt hätte, weil Triple H ihn bewusst „kleinhalten“ wollte und er Angst vor ihm hätte. Sollte er sein Match bei WrestleMania nicht bekommen, drohte er an, dass er ansonsten jede Woche einen Menschen der Triple H nahe steht verletzen werde. Dieser stimmte daraufhin zu und so wurde ein No Holds Barred Match angesetzt.
In der Raw Ausgabe vom 18. März gab es ein Interview zwischen Batista und Michael Cole. Auf die Frage hin wieso Batista ein Match gegen seinen ehemaligen Weggefährten fordert, antwortete Batista, dass diese Rivalität schon lange vor der gemeinsamen Zeit in der Gruppierung „Evolution“ begann, weil jeder seine eigenen Erfolge auf den Umstand zurückführte, dass Triple H ihn betreut hat und es diese Gruppierungen nur aus dem Grund gab, Triple H selbst zu schützen. Außerdem führte er an, dass er ohne Triple H zu einem erfolgreichen Filmstar aufgestiegen ist und es niemals nötig hatte seine Hilfe anzunehmen.
Zwei Wochen vor WrestleMania erreichte Triple H ein Schreiben von Batista´s Anwalt. In diesem Schreiben wurde er aufgefordert, eine weitere Klausel für das anstehende Match zu akzeptieren. Wenn Batista das Match gewinnen sollte, dann muss Triple H seine aktive Ringkarriere beenden.
Bei WrestleMania besiegte Triple H Batista, nachdem Ric Flair in das Match eingriff und es dadurch zugunsten von Triple H entschied.

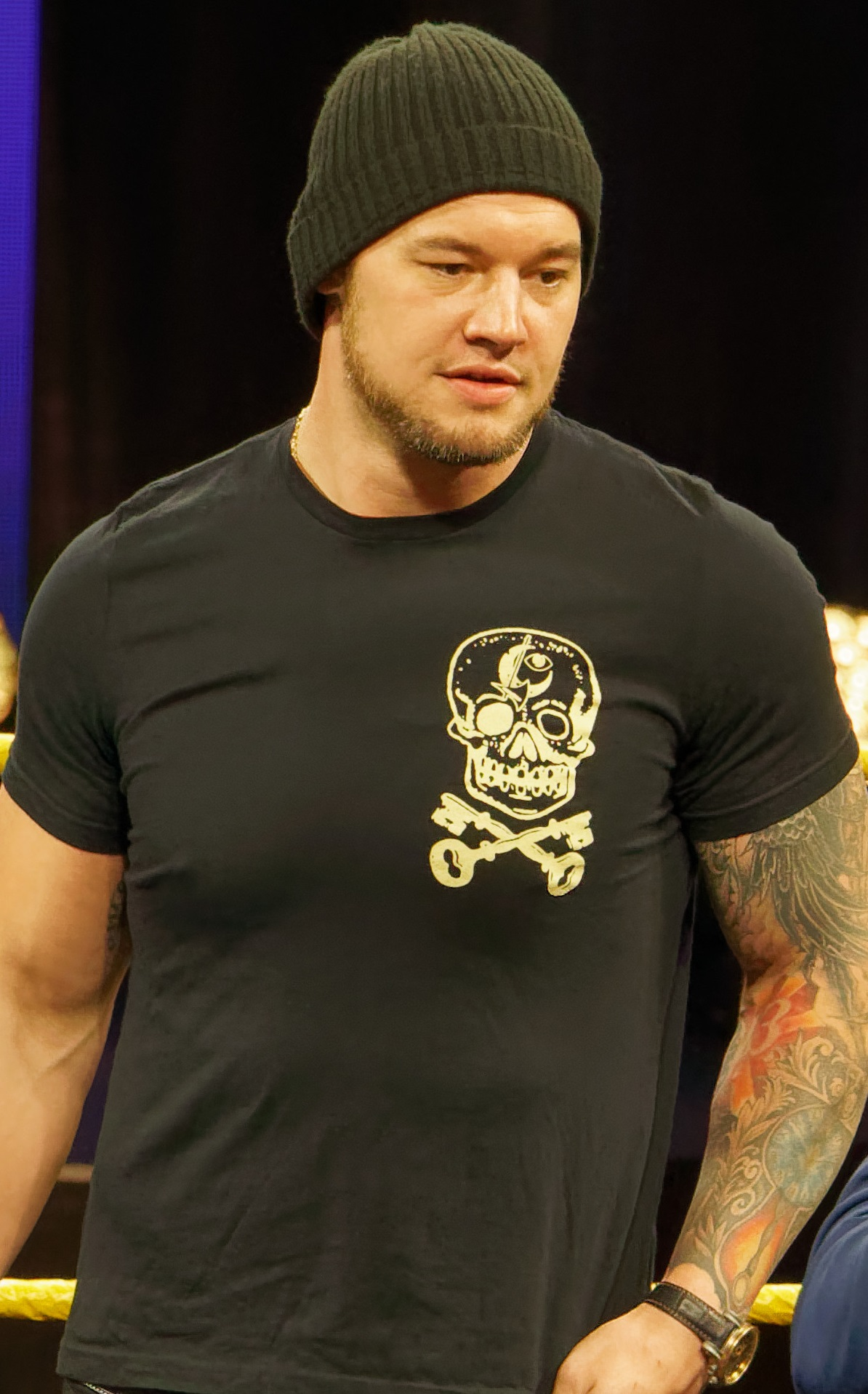
Baron Corbin

### Kurt Angle gegen Baron Corbin
Nach WrestleMania 33 im Jahr 2017 wurde Kurt Angle im Zuge einer Storyline zum General Manager von Monday Night Raw ernannt, doch am 4. Juni 2018 wurde Baron Corbin von der McMahon Familie als Constable eingesetzt, um seine Arbeit zu kontrollieren.
In der Zeit bis zur Großveranstaltung TLC im Dezember nutzte Corbin seine neue Macht aus und sabotierte die Arbeit von Angle, wo er nur konnte. Er änderte die Matchart, fügte Wrestler hinzu oder startete bereits beendete Matches ohne eine weitere Erklärung neu. Schließlich ersetzte er Angle in der Raw Episode vom 20. August als amtierender General Manager. Nach der Großveranstaltung TLC wurde Corbin als General Manager entlassen, womit die Fehde, nach einem letzten Match zwischen den beiden, erstmal endete.
In der Raw Ausgabe vom 12. März verkündete Kurt Angle in seiner Heimatstadt Pittsburgh, dass er bei der diesjährigen WrestleMania das letzte Match seiner Karriere bestreiten wird und eine Woche später gab Angle bekannt, dass in diesem letzten Match Baron Corbin sein Gegner wird, da es, seiner Meinung nach, zwischen den beiden noch eine offene Rechnung durch ihre gemeinsame Storyline rund um den Posten des General Managers bei Raw gab und die er nun endgültig klären möchte.
Bei WrestleMania verlor Angle gegen Corbin, wurde aber auch Minuten nach dem Match von den Fans mit seinen typischen „you suck“ Rufen gefeiert und verabschiedet.

### WWE Intercontinental Championship
Bobby Lashley (C) gegen Finn Bálor

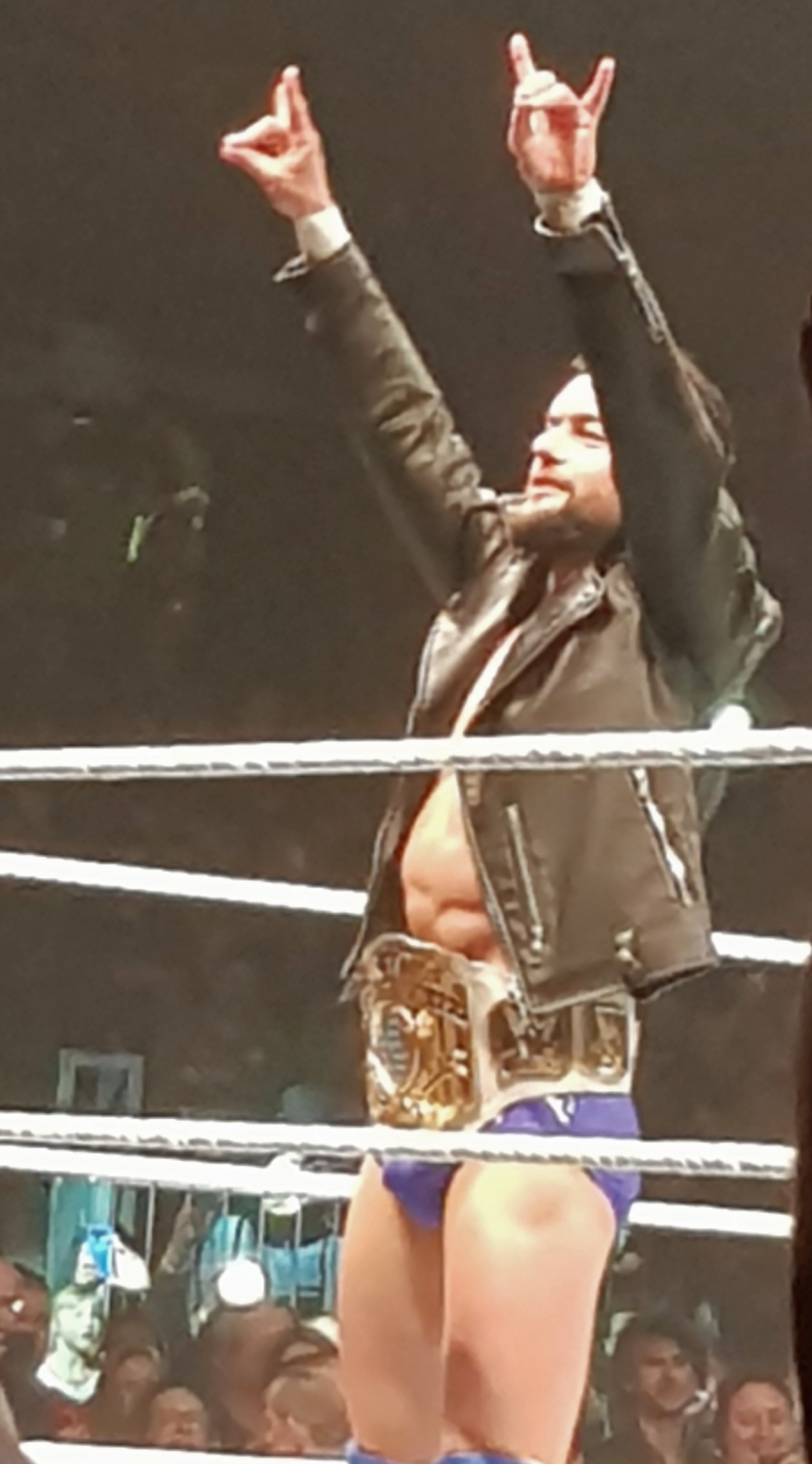
Finn Bálor

Nach seiner Rückkehr von Total Nonstop Action Wrestling zur WWE im April 2018 spielte Lashley in den Planungen der WWE erstmal keine große Rolle, dies änderte sich jedoch am 17. September, als er mit dem 205 Live Superstar Lio Rush einen sogenannten „Hype Man“ an die Seite gestellt bekam.
Dieser war von nun an als Unterstützung in seiner Ringecke und half ihm auch in der Raw Sendung vom 14. Januar 2019 in einem Triple Threat Match gegen Seth Rollins und Dean Ambrose seine erste Intercontinental Titelregentschaft zu feiern.
Diese Titelregentschaft hielt allerdings nur knapp einen Monat bis zur Großveranstaltung No Escape, denn dort konnte sich Finn Bálor in einem 2-on-1 Handicap Match gegen Lashley und Lio Rush durchsetzen und ihm den Titel abnehmen.
Nach mehreren Matches zwischen Bálor, Lashley und Rush konnte Lashley eine weitere Titelchance nutzen und sich in der Raw Sendung vom 11. März den Titel zum zweiten Mal sichern.
Durch seinen Sieg bei einem 2-on-1 Handicap Match gegen Lashley und Jinder Mahal bekam Finn Bálor erneut eine Titelchance zugesprochen, diesmal für WrestleMania.
Bei WrestleMania trat Bálor mit seinem Demon Gimmick an, besiegte Lashley und wurde zum zweiten Mal Intercontinental Champion.

### WWE Raw Women’s Championship – WWE Smackdown Women’s Championship

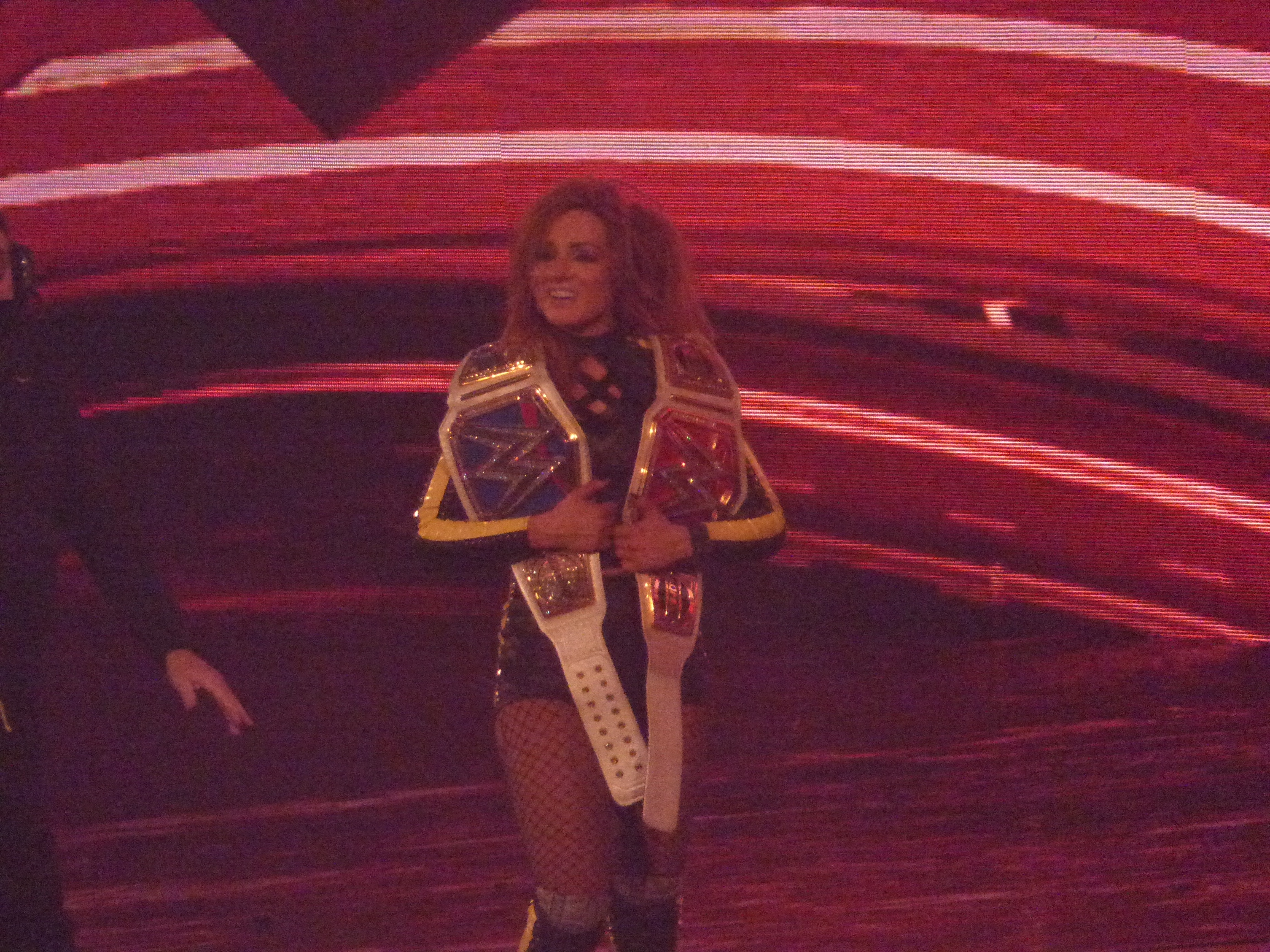
Becky Lynch

Ronda Rousey (C) gegen Charlotte Flair (C) gegen Becky Lynch
Beim Summerslam am 19. August 2018 gewann Ronda Rousey den WWE Raw Women’s-Titel von Alexa Bliss. Becky Lynch gewann den WWE Smackdown Women’s Titel bei Hell in a Cell am 16. September von Charlotte Flair. Aus diesem Titelverlust entstand eine intensive Fehde zwischen Lynch und Flair.
Im Vorfeld der Survivor-Series-Veranstaltung führte Lynch am 12. November 2018 eine Invasion der Smackdown-Superstars bei Raw an und griff dabei auch die amtierende Raw Titelträgerin Rousey an um ein Statement für das anstehende Champion vs. Champion-Match zu setzen. Allerdings erlitt Lynch am selben Abend einen Nasenbeinbruch, nachdem Nia Jax sie bei einer Auseinandersetzung unglücklich im Gesicht getroffen hatte.
Das angesetzte Match zwischen ihr und Rousey wurde daraufhin gestrichen und Lynch wählte Charlotte als Vertretung aus. Im Survivor Series Match attackierte Fair Rousey absichtlich mit einem Kendo-Stick, wurde daraufhin disqualifiziert und es begann eine Fehde zwischen den beiden Frauen.
Nachdem Lynch aus ihrer Verletzungspause zurückgekehrt war, musste sie bei der Großveranstaltung TLC am 16. Dezember ihren Titel gegen Charlotte Flair und Asuka verteidigen. In diesem Match verlor sie ihr Titelgold an Asuka, da Rousey entscheidend in das Match eingriff, indem sie die Leiter umstieß auf der sich Lynch und Flair befanden und Asuka dadurch genug Zeit verschaffte, um ungehindert den Gürtel abhängen zu können.
Beim Royal Rumble am 27. Januar 2019 bekam Becky Lynch ihr Rückmatch gegen Asuka, konnte dieses allerdings nicht gewinnen. Im Royal Rumble Match der Frauen kam Lynch kurz vor Ende des Matches kam in die Halle und überzeugte die Verantwortlichen die Stelle von Lana einzunehmen, die sich in der Kickoff-Show am Bein verletzt hatte und zusätzlich auf ihrem Weg zum Ring mehrfach von Nia Jax attackiert worden war. Zwar wurde sie während dieses Matches von Nia Jax am Knie verletzt, sie konnte, durch die Eliminierung von Charlotte Flair, das Match jedoch trotzdem für sich entscheiden und sich dadurch eine Titelchance gegen einen Champion ihrer Wahl bei Wrestlemania sichern und in der Raw Ausgabe am folgenden Abend forderte sie die WWE Raw Women’s Championesse Ronda Rousey heraus.
Eine Woche später sprach Stephanie McMahon als Raw Verantwortliche mit Lynch über ihre beim Royal Rumble erlittene Knieverletzung und die zwingende Notwendigkeit diese von den WWE-Ärzten kontrollieren zu lassen. Durch ihre Weigerung sich untersuchen zu lassen wurde Lynch offiziell suspendiert, bis die Untersuchung über die Schwere der Verletzung durchgeführt wurde. Lynch attackierte daraufhin Stephanie McMahon und verließ die Halle.
Am nächsten Tag äußerte Charlotte Flair ihren Wunsch, den Platz von Lynch bei Wrestlemania einzunehmen. Lynch begab sich daraufhin in den Ring, um Flair zur Rede zu stellen. Dies veranlasste Triple H ebenfalls in die Halle zu kommen, um Lynch an ihre bestehende Suspendierung zu erinnern. Es kommt zu einem Streitgespräch zwischen den beiden, das damit endet, dass Lynch ihrem Vorgesetzten eine Ohrfeige verpasste.
Eine Woche später gaben Triple H und seine Frau Stefanie McMahon bei Raw bekannt, dass Lynch sich einer Untersuchung unterzogen habe, allerdings nur von ihrem persönlichen Hausarzt. Sie wären bereit, dieses Ergebnis anzuerkennen, aber nur unter der Voraussetzung, dass sich Lynch persönlich bei ihnen entschuldigt. Nachdem sich Lynch schließlich entschuldigt hat, betrat Vince McMahon die Halle und stellt klar, dass immer noch er über die Ansetzung von Matches entscheidet und er die Respektlosigkeiten von Lynch nicht durchgehen lassen wird. Daraufhin suspendierte er Lynch erneut und diesmal für einen Zeitraum, der eine Teilnahme am WrestleMania Match nicht zulässt und gleichzeitig präsentierte er Charlotte Flair als Ersatzteilnehmerin.
Bei WWE No Escape gab es nach dem Titelmatch von Ronda Rousey gegen Ruby Riott ein Staredown zwischen Rousey und ihrer neuen Herausforderin Charlotte Flair. Währenddessen kam Lynch zum Ring und attackierte beide Frauen mit ihrer Krücke.
Trotz der vielen Attacken auf die eigene Person, steht Rousey hinter Lynch und fordert die offiziellen Vertreter der WWE auf, die Suspendierung von Becky Lynch aufzuheben, da sie nur gegen die besten antreten möchte und nicht gegen Gegnerinnen die von der Autorität selbst ausgewählt wurden. Daraufhin legte sie den Titel nieder, bis Lynch eine Chance auf das Titelmatch bei WrestleMania bekommt.
Eine Woche später kam es bei der Raw Ausgabe vom 4. März zu einem Gespräch zwischen Charlotte Flair, Becky Lynch und der Bekanntgabe, dass es bei Fastlane zu einem Titelmatch um den nun vakanten WWE Raw Women’s Titel geben wird, sofern Lynch eine Erklärung unterschreibt, die jegliche Verantwortung der WWE für gesundheitliche Folgen ausschließt. Nachdem diese unterschrieben wurde, kam Ronda Rousey in die Halle und forderte ihren Titelgürtel zurück. Trotz der Titelrückgabe an Rousey wurde das Match zwischen Flair und Lynch mit der Klausel festgelegt, dass Lynch dem Titelmatch bei WrestleMania hinzugefügt wird, wenn sie gewinnt, allerdings keine weitere Titelchance erhält sollte sie verlieren.
Bei Fastlane gewann Becky Lynch gegen Charlotte Flair, nachdem Ronda Rousey eingriff und das Match zugunsten von Lynch entschied. Dadurch wurde für WrestleMania ein Triple-Threat-Match festgelegt.
In den Wochen bis WrestleMania gab es immer wieder verbale und körperliche Auseinandersetzungen und zwischen den drei Frauen, die ihren vorläufigen Höhepunkt erreichte, als Charlotte Flair in der Smackdown Ausgabe vom 26. März den Smackdown Women’s Titel von Asuka gewann und das Match bei WrestleMania zu einem „Winner takes all“-Match umgeschrieben wurde.
Am 7. April fand dieses Match als Main Event bei WrestleMania statt und Becky Lynch wurde durch ihren Sieg zur ersten Doppel-Titelträgerin in der WWE-Geschichte.

## Funktionspersonal
| Funktion:                        | Name:                                                                       |
| -------------------------------- | --------------------------------------------------------------------------- |
| Gastgeber                        | Alexa Bliss                                                                 |
| Englische Kommentatoren          | Michael Cole (Raw)                                                          |
| Englische Kommentatoren          | Corey Graves (Raw/SmackDown)                                                |
| Englische Kommentatoren          | Renee Young (Raw/Women’s Battle Royal)                                      |
| Englische Kommentatoren          | Tom Phillips (SmackDown/André the Giant Battle Royal)                       |
| Englische Kommentatoren          | Byron Saxton (SmackDown/André the Giant Battle Royal)                       |
| Englische Kommentatoren          | Vic Joseph (205 Live/Women’s Battle Royal)                                  |
| Englische Kommentatoren          | Nigel McGuinness (205 Live)                                                 |
| Englische Kommentatoren          | Aiden English (205 Live/André the Giant Battle Royal)                       |
| Englische Kommentatoren          | Percy Watson (Women’s Battle Royal)                                         |
| Englische Kommentatoren          | Jerry „The King“ Lawler (Styles vs. Orton)                                  |
| Englische Kommentatoren          | Paige (Women's Tag Team Title Match)                                        |
| Englische Kommentatoren          | Booker T (United States Title Match)                                        |
| Englische Kommentatoren          | Shawn Michaels (Triple H vs. Batista)                                       |
| Englische Kommentatoren          | John „Bradshaw“ Layfield (Angle vs. Corbin)                                 |
| Deutsche Kommentatoren           | Carsten Schaefer                                                            |
| Deutsche Kommentatoren           | Tim Haber                                                                   |
| Deutsche Kommentatoren           | Calvin Knie                                                                 |
| Spanische Kommentatoren          | Carlos Cabrera                                                              |
| Spanische Kommentatoren          | Marcelo Rodríguez                                                           |
| Spanische Kommentatoren          | Jerry Soto                                                                  |
| Ringsprecher                     | Greg Hamilton (SmackDown/205 Live)                                          |
| Ringsprecher                     | Mike Rome (Raw/André the Giant Battle Royal)                                |
| Ringsprecher                     | Lilian Garcia (Women’s Battle Royal)                                        |
| Ringrichter                      | Danilo Anfibio (Raw Women’s Championship/Smackdown Women’s Championship)    |
| Ringrichter                      | Jason Ayers (André the Giant Battle Royal)                                  |
| Ringrichter                      | John Cohen (Raw Tag Team Championship, Kurt Angle vs Baron Corbin)          |
| Ringrichter                      | Shawn Bennett (Roman Reigns vs Drew McIntyre)                               |
| Ringrichter                      | Jessika Carr (Women’s Battle Royal)                                         |
| Ringrichter                      | Tom Castor (André the Giant Battle Royal)                                   |
| Ringrichter                      | Mike Chioda (Women’s Battle Royal, United States Championship)              |
| Ringrichter                      | Dan Engler/Rudy Charles (Triple H vs Batista)                               |
| Ringrichter                      | Darrick Moore (André the Giant Battle Royal, Intercontinental Championship) |
| Ringrichter                      | Chad Patton (WWE Universal Championship)                                    |
| Ringrichter                      | Eddie Orengo (Women’s Battle Royal)                                         |
| Ringrichter                      | Charles Robinson (Women’s Battle Royal, Shane McMahon vs The Miz)           |
| Ringrichter                      | Darryl Sharma (Women’s Battle Royal)                                        |
| Ringrichter                      | Ryan Tran                                                                   |
| Ringrichter                      | Drake Wuertz (Buddy Murphy vs Tony Nese, André the Giant Battle Royal)      |
| Ringrichter                      | Rod Zapata                                                                  |
| Interviewer                      | Kayla Braxton                                                               |
| Expertenrunde in der Kickoffshow | Jonathan Coachman                                                           |
| Expertenrunde in der Kickoffshow | Sam Roberts                                                                 |
| Expertenrunde in der Kickoffshow | Paige                                                                       |
| Expertenrunde in der Kickoffshow | John „Bradshaw“ Layfield                                                    |
| Expertenrunde in der Kickoffshow | Edge                                                                        |
| Expertenrunde in der Kickoffshow | Christian                                                                   |
| Expertenrunde in der Kickoffshow | Jerry „The King“ Lawler                                                     |
| Expertenrunde in der Kickoffshow | Shawn Michaels                                                              |
| Expertenrunde in der Kickoffshow | Booker T                                                                    |
| Expertenrunde in der Kickoffshow | David Otunga                                                                |
| Reporter der Kickoffshow         | Charly Caruso                                                               |
| Reporter der Kickoffshow         | Pat McAfee                                                                  |

## Ergebnisse
Hier sind die Ergebnisse der WrestleMania 35 tabellarisch gelistet:
| Nummer | Ergebnis                                                                                           | Matchart | Länge des Matches |
| --- | -------------------------------------------------------------------------------------------------- | --- | ----------------- |
| 1K | Tony Nese besiegte Buddy Murphy (c)                                                                | Einzelmatch um die WWE Cruiserweight Championship                                                               | 10:43             |
| 2K | Carmella siegte durch die Eliminierung von Sarah Logan                                             | WrestleMania Women’s Battle Royal                                                                               | 10:32             |
| 3K | Curt Hawkins und Zack Ryder besiegten The Revival (c)                                              | Tag Team Match um die WWE Raw Tag Team Championship                                                             | 13:20             |
| 4K | Braun Strowman siegte durch die Eliminierung von Colin Jost                                        | 30 Mann André the Giant Memorial Battle Royal                                                                   | 10:20             |
| 5 | Seth Rollins besiegte Brock Lesnar (c)                                                             | Einzelmatch um den WWE Universal Championship                                                                   | 20:35             |
| 6 | AJ Styles besiegte Randy Orton                                                                     | Einzelmatch | 16:11             |
| 7 | The Usos (c) siegten über Aleister Black und Ricochet, Rusev und Shinsuke Nakamura, The Bar        | Fatal-4-Way Tag Team Match um die WWE SmackDown Tag Team Championship                                           | 10:05             |
| 8 | Shane McMahon besiegte The Miz                                                                     | Falls Count Anywhere Match                                                                                      | 15:27             |
| 9 | The IIconics siegten über Bayley und Sasha Banks (c), Nia Jax und Tamina, Natalya und Beth Phoenix | Fatal-4-Way Tag Team Match um die WWE Women’s Tag Team Championship                                             | 10:47             |
| 10 | Kofi Kingston besiegte Daniel Bryan (c)                                                            | Einzelmatch um die WWE Championship                                                                             | 23:43             |
| 11 | Samoa Joe (c) besiegte Rey Mysterio                                                                | Einzelmatch um die WWE United States Championship                                                               | 01:00             |
| 12 | Roman Reigns besiegte Drew McIntyre                                                                | Einzelmatch | 10:10             |
| 13 | Triple H besiegte Batista                                                                          | No Holds Barred Match – Verliert Triple H, muss er seine In-Ring-Karriere beenden                               | 24:46             |
| 14 | Baron Corbin besiegte Kurt Angle                                                                   | Einzelmatch und Kurt Angle´s Abschiedsmatch                                                                     | 05:58             |
| 15 | Finn Balór besiegte Bobby Lashley (c)                                                              | Einzelmatch um die WWE Intercontinental Championship                                                            | 23:00             |
| 16 | Becky Lynch siegte über Charlotte Flair (c) und Ronda Rousey (c)                                   | Triple Threat Match um die WWE Raw Women’s Championship – WWE SmackDown Women’s Championship (Winner takes all) | 21:27             |
| (c) – Dies sind die Champions vor der WrestleMania. K – Dieses Match fand in der kostenfrei zu sehenden Kickoff-Show statt. | | |                   |

## Besondere Vorkommnisse
Nachdem die Veranstaltung gegen 00:30 Uhr Ortszeit beendet war, kam es zu großen Problemen beim Heimtransport der Besucher. Mehr als drei Stunden mussten die Besucher im strömenden Regen auf ihren Transport zurück nach New York City warten.
Laut Jim Smith, dem Sprecher der verantwortlichen New Jersey Transit, hätte die WWE kurzfristig entschieden, ihre Veranstaltung erst gegen 00:30 Uhr enden zu lassen, so dass die NJ Transit keine Gelegenheit hatte ihre Transportwege rechtzeitig koordinieren zu können. Ursprünglich sollte die Veranstaltung gegen Mitternacht enden und bis etwa 01:00 Uhr alle Leute vom Veranstaltungsort abtransportiert sein.
Durch die Verlängerung des Events seitens der WWE, musste die NJ Transit drei ihrer sechs Mitarbeiter-Teams in den Feierabend schicken, da diese auf Grund von bundesstaatlichen Beschränkungen ihre täglichen Arbeitsstunden überschritten hätten. Dadurch stand der NJ Transit weniger Busse und Bahnen zum Transport zur Verfügung und die Abfahrtsintervalle verlängerten sich erheblich.
Auch der Gouverneur von New Jersey, Phil Murphy, mischte sich in die Angelegenheit ein und erklärte, dass für ihn ausschließlich die WWE für die Panne verantwortlich wäre.